# 仮面ライダーゴースト
『仮面ライダーゴースト』（かめんライダーゴースト、欧文表記:KAMEN RIDER GHOST）は、2015年10月4日から2016年9月25日まで、テレビ朝日系列で毎週日曜8:00 - 8:30（JST）に全50話が放送された、東映制作の特撮テレビドラマ作品、および作中で主人公が変身するヒーローの名称。
キャッチコピーは、「命、燃やすぜ！」「ヒーローは、一度死んで甦る。」「ゴーストアイコン争奪戦!!」。

## 概要
平成仮面ライダーシリーズ第17作目。
能天気に明るい番組より少し毒や怖さを持った番組の方が印象に残るため、子供が少し背伸びをして観るのが「仮面ライダー」であるため、本作品ではヒーローらしからぬモチーフかつ子供がすぐに聞いてイメージできる幽霊をモチーフに採用し、主人公も初回で一度死んでゴーストとして甦る青年と設定した。このモチーフはメカニカルな要素が強い前作『仮面ライダードライブ』と差別化するとともに放送中にシリーズが45周年を迎えることから「怪奇アクション」がコンセプトであった初代『仮面ライダー』放送開始当初への原点回帰を意識したものである。ただし、「幽霊は怖い」という直接的なイメージが予想以上に強かったため、各所からの意見を踏まえて作劇的には少し明るい雰囲気となった。目玉という要素も仮面ライダー1号と2号の変身ベルトタイフーンの形状が目玉に似ていたことに由来している。また、キーアイテムとなるゴースト眼魂やサポートキャラクターのユルセンや敵である眼魔のデザインモチーフにすべてを観ており、見通す古来からの叡智の象徴である「目玉」が使われている。
本作品における仮面ライダーのデザインやギミックはシンプルを追求している一方、パーカーによるフォームチェンジの要素も取り入れている。後付けの外装でフォームチェンジを表現するのは前々作『仮面ライダー鎧武/ガイム』を踏襲しており、着用前のパーカーゴーストの状態は西洋の布をまとった幽霊をイメージしている。さらにフォームの特色には宮本武蔵、アイザック・ニュートン、トーマス・エジソンといった著名な英雄や偉人モチーフが導入され、ストーリー面も英雄や偉人に重点に置いたものとなっている。モチーフとなる英雄にはロビン・フッドのように現実では実在が証明されていないものも含まれているが、本作品の設定ではこれらも実在したものとして扱われている。偉人の選定は、商品化や知名度を考慮して、それぞれの武器を使う人という発想から生まれ、視聴者に馴染みのある人という基準として日本の偉人が多く選ばれた。ただし、武闘派だけではなく、童話作家や作曲家など戦闘には不向きな人物も盛り込まれた。
2号ライダーである仮面ライダースペクターは従来の2号ライダーよりも早く登場し、敵幹部に代わる第1部のライバルキャラクターとして位置づけられている。
チーフプロデューサーの高橋一浩は、本作品を少年と青年の中間にいる主人公の成長を描く物語とし、主人公が1度死を経験していることで命の大切さを説くことに説得力を持たせ、「生きることの素晴らしさ」を感じることのできる作品にしたいと述べている。また、平成ライダー初期とは違い、子供への影響を考えて昨今の仮面ライダーでは描きづらかった人の死を、何かの犠牲になるわけではなく、怪人に命を奪われるわけでもなく、当たり前である「普通の人の普通の死」を第29・30話のように生まれ育った世界や環境、父であるアドニスの思想が理想だと信じていた不死の存在だったアランが、フミ婆やアドニスの死を経て心の痛さに苦しむ様子を描いている。だが、生きていたときの記憶がなくなるわけではなく、その生き様は心に残るものであり、悲しく避けようがないものである死は命の終わりかもしれないが、無になるわけではなく、年齢や性別を超えて多くの人に影響を与え、亡くなってもなお、多くの人の心にフミ婆がいるということをアランに知ってもらうため、多くの人が集まって彼女の思い出を語る告別式を描くこととなった。脚本を担当した福田卓郎は、シリアスさだけでなくコミカルさを盛り込むことを意識している。企画段階で設定が二転三転しており、メイン監督の諸田敏はクランクインの時点でタイトスケジュールになっていたことを証言している。
当初、番組の展開的には1クールごとに山場を作って見方を変え、見逃した視聴者がキャッチアップしやすいように観やすい1話完結方式となる想定だったが、予算とスケジュールの都合から第1話から第6話までは1話完結形式である。
本作品の放送開始と同時期にサービスを開始したスマートフォン向けのアプリ「東映特撮ファンクラブ」では、番組終了直後の8:30よりその週の放送分の見逃し配信を実施していた。

## あらすじ
前作『ドライブ』に引き続き、全体のストーリーを複数部構成で分けるというスタイルが採られている。第12話までが第1シーズン（タケルの最初の99日まで）、第13話から第33話までが第2シーズン（2回目の99日からムゲン魂変身まで）、第34話から第49話までが第3シーズン（タケルが生き返るまで）となっている。またメインストーリー完結後の第50話（最終話）は、次作『仮面ライダーエグゼイド』とコラボレートする特別編として位置付けられている。

### 第1シーズン（第1話 - 第12話）
どこからか地上に姿を現した謎の幽霊型怪人眼魔が英雄の魂を宿したゴースト眼魂を求めて活動を開始した。幽霊退治を担うゴーストハンター天空寺龍は偶然現れた眼魔と戦うが敗れてしまい、息子天空寺タケルに宮本武蔵が持っていた刀の鍔を託し息絶えてしまう。
それから10年が経った2015年。大天空寺の跡取りとなったタケルは龍と同じゴーストハンターを目指そうとするもゴースト（眼魔）が見えないことに悩んでいた。18歳の誕生日を迎えた日、大天空寺に小包が届き、その中には龍の遺品である眼魂（）が入っており、触れたタケルは眼魔の姿が見えるようになる。その直後、2体の眼魔が大天空寺を襲撃し、タケルは幼馴染の月村アカリと大天空寺の住職代理御成を守るために眼魂を狙う2体の眼魔と戦うが、命を落としてしまう。
死後の世界でタケルは仙人と名乗る謎の老人と出会う。眼魂を見た仙人はタケルが戦いの運命に足を踏み入れていると悟り、彼を仮面ライダーとして蘇らせようと考える。それを受け入れたタケルはゴーストとして現世に戻ると龍から授かった眼魂と仙人から与えられたゴーストドライバーで仮面ライダーゴーストに変身。仙人の使い魔ユルセンの指導を受けながら戦い、槍眼魔と刀眼魔を撃破する。しかし、ゴーストとして留まれるのは99日間でそれまでに英雄の魂が封じられた15個の眼魂を集め生者として蘇らなければならない。タケルは眼魂を集めるため、そして自分の運命に向き合うためにアカリや御成たちと共に眼魔が起こす怪事件に挑む。
眼魂を集めていく中、タケルとアカリの幼馴染の深海マコト / 仮面ライダースペクターとの衝突を繰り返す。マコトは10年前、眼魔の研究をしていた龍が同僚のゴーストハンター西園寺主税たちと行った実験によって、妹の深海カノンと共に眼魔世界に閉じ込められ行方不明になっていた。10年の間に地獄のような日々を過ごしてきたマコトはタケルたちを冷たく突き放すまでに正反対の人格となり、西園寺に協力する眼魔世界の住人アランと接触を繰り返しながら、眼魂になったカノンを蘇らせるために眼魂を集めていた。
そんな中、アランの部下ジャベルが現れ、3人は眼魂を巡って激突。その混乱に乗じて西園寺は眼魂を15個揃えてしまう。大天空寺の地下研究室にあるモノリスに向かった西園寺は全てのものを支配する力を望むが、願いは叶わず光の粒子となって消滅。その直後、モノリスからグレートアイが現れ、タケルはグレートアイに吸い込まれ、そこで願いを告げる。その願いは、カノンを生き返らせたいというマコトの願いを実現することだった。カノンとの再会を果たしたマコトはタケルたちに再び心を開くが、グレートアイは消滅し、眼魂は散り散りになってしまう。今度こそ生き返るためにタケルたちは再び眼魂を探し始めるが、どんなに手を尽くしても手がかりすら見つかず、期限の99日を迎えてしまう。
タケルの意識は龍のいる謎の空間へと彷徨う。皆を守れなかったと後悔するタケルに龍は「英雄の心を繋げ」という望みと自らの力を託し、タケルを現世へ帰還させる。タケルは龍の魂が宿った闘魂ブーストゴースト眼魂を用いて仮面ライダーゴースト 闘魂ブースト魂に変身しジャベルを撃破。再び与えられた99日という期限の中で再度眼魂を15個揃えようと決意を新たにするのだった。

### 第2シーズン（第13話 - 第33話）
英雄の心を繋ぐという龍の望みについて悩んでいたタケルは一般人の体内に入ったリョウマゴースト眼魂の声を聞いたことをきっかけに、次々と眼魂に宿る英雄の魂の声を聞いていく。
そんな中、親友だったマコトと決別したアランはその原因であるとしてタケルに憎悪の念を抱き、眼魔側が開発したシステムを用いて仮面ライダーネクロムに変身。マコトと本当の友になるため、彼を強制的に仮面ライダーネクロムスペクターに変身させ、支配してしまう。さらに裏ではアランの兄アデルの命令を受けた眼魔の冥術学者イゴールも現世に現れ、独自に行動する。だが、タケルとカノン、ゴースト眼魂らの力により、マコトはネクロムゴースト眼魂による支配から解放。マコトが正気を取り戻したことを喜ぶタケルだったが、マコトの肉体が眼魔世界にあると知り、愕然とする。
一方、眼魔世界の大帝である父アドニスからの召集に応じたアランとアデル、姉アリアの前に、仙人と瓜二つの顔をした眼魔世界の長官イーディスが姿を現す。アドニスはアランたちに「完璧なる世界のために、怒りも憎しみも、誰も死ぬことが無い世界という理想を広げる」という自らの決意を伝える。アドニスからマコトのことを尋ねられたアランは「マコトはもう友ではない」と答えるが、アドニスから「迷った時は、自分の心に従え」と、かつての理想とは正反対の言葉を告げられ動揺する。
自身の過去のけじめをつけるために眼魔世界へと向かったマコトを手助けしようと、眼魔世界に行く方法を模索していたタケルは、イゴールの卑怯な策略により、ムサシからヒミコまでの英雄眼魂を奪われてしまうが、エジソンゴーストのアドバイスとアカリと御成、画材眼魔（キュビ）の協力により、眼魔世界へ辿り着く。そのころ、アデルは祈りを捧げていたアドニスを消し、アランをも消して、新たな大帝に名乗りを上げると共にアランにアドニス暗殺の濡れ衣を着せる。自分たちを育ててくれたアリアに礼を言いに来たマコトは、アデルの策略によってアランがアドニス殺害の濡れ衣を着せられていることを知る。一方タケルは、カプセルが数多く置かれた部屋に辿り着き、人間の記憶を読み取るが、体が砂のように崩れる瞬間を目の当たりにし、誰も死ぬことがない完璧な世界とは名ばかりの現状に憤りと恐怖を募らせる。アデルとの交戦の途中で合流したタケルとマコトは、眼魔世界の深淵で、イゴールに奪われた英雄眼魂と、大きな謎の眼魂を発見。その後、肉体を持って覚醒したアランを見つけ、人間界へと帰還する。
タケルは眼魔世界の実態への恐れから、眼魔世界との繋がりを断つためにマコトとアランにも眼魂を渡すよう迫る。さらにジャベルに命を狙われるアランとの共闘を拒否したため、英雄眼魂に見放されますます自暴自棄になり、マコトに殴り飛ばされ「見損なった」と非難されてしまう。その後、ジャベルに追い詰められたアランを庇ったマコトは、眼魂となり消滅してしまう。そんなマコトの姿を見て、タケルは戦う意思を取り戻し、その意思に応えた15の英雄たちはアイコンドライバーGになり、タケルは仮面ライダーゴースト グレイトフル魂に変身し、ジャベルを撃破する。そしてタケルはマコトの肉体を眼魔世界から取り戻そうと尽力する中、御成に憑依したゴエモンと風切大和との出会いを通じて「出自が違っても目的が同じなら協力できる」ということを知り、アランと協力する決意を固めるのだった。
タケルの頼みをアランは承諾するが、アカリはアランの真意を疑い、タケルもすぐに眼魔世界へ行くことを思いとどまる。そのころ、眼魔眼魂を用いて操ったネットワーク関連企業ディープコネクト社長のスティーブ・ビルズやアデルと共謀してデミアプロジェクトを推し進めていたイゴールは、プロジェクトを次の段階へと進めるべく、手下の眼魔を使って空中に謎の赤い粉を散布させる。やがて空が赤く染まり、その大気の影響を受けたカノンが倒れてしまう。タケルはグレートアイにカノンの容態回復を願おうとするが、眼魔世界の祈りの間にあるモノリスの干渉により、失敗してしまう。そこでタケルたちはユルセンに大気サンプルを集めてもらい、アカリがサンプルを分析し、英雄ゴーストの協力を得て眼魔を倒すが、大気は依然として消えなかった。一方、アランの前に姿を現したジャベルは、アデルから課せられた使命を果たすべくアランと戦闘を開始するが、大気の影響は、生身の体で復活したアランたちにも及んでいた。
赤い空の分析を続けていたアカリは、アランに自分の迷いや眼魔世界を指摘するが、動揺を隠せず、その場を立ち去る。その後、アカリは大気成分の中和剤を完成させ、カノンの快復に成功し、アランが自分の不調を隠していることを知り、彼の元へ向かう。そのころ、アランはタケルたちが幼いころからの知り合いであるたこ焼屋の店主福嶋フミに、初めて人間界を訪れた時の気持ちや、自分が抱えている悩みを打ち明け、フミからも「自分の心に聴いてみればいい」と励まされ、その迷いを捨て、アカリの中和剤によって快復する。その後、アカリは中和剤をセットした不知火・改で、赤い空を浄化させることに成功し、迷いを捨てたアランもタケルと協力して飛行機眼魔兄弟を撃退する。
タケルとともにマコトの肉体を取り戻すため、眼魔世界へと乗り込んだアランはタケルの言葉通り、カプセルの中の人間が消えるのを目撃する。アランはタケルとともにアデルに幽閉されていたアドニスと再会するも、アデルの手によってアドニスは殺害されてしまう。
何者かの手引きによって目覚めたマコトはタケルとアランと再会し、人間界まで追って来たガンマイザーを相手に、イーディスから授けられたディープスペクターゴースト眼魂によって、仮面ライダーディープスペクターに変身して、撃退する。
尊敬する父や今まで信じていたものをすべて失い、失意のどん底にいたアランを救ったのが、フミ婆であった。「心のままに」の言葉を残し、フミ婆は死去するが、フミ婆の言葉で復活したアランは人間の世界を守るために戦うことを心に誓った。
アランは眼魔が人間世界に来られないようにゲートを破壊することを提案し、タケルたちもそれに協力する。しかしそこに眼魔の新たな幹部ジャイロがやってきて、タケルたちを圧倒する。撤退したタケルは大天空寺を訪ねてきた五十嵐博士の記憶を覗き、10年前の出来事を知る。
ガンマイザーの侵攻が本格化し、タケルたちはガンマイザーと戦うが、タケルのオレゴースト眼魂が砕かれて体が消滅してしまう。オレゴースト眼魂の破片を手にしたアカリたち7人はガンマイザーと戦い、そのアカリたちの想いと声に無の空間にいたタケルが応えたことで復活し、新たに生まれたムゲンゴースト眼魂を手にして仮面ライダーゴースト ムゲン魂となり、ガンマイザーを打ち倒す。

### 第3シーズン（第34話 - 第49話）
ムゲンの力を手に入れたタケルだったが、グレートアイはガンマイザーを倒さない限り、願いを叶えられることはできない。そんな中、ガンマイザーから脅威対象外と判断されたアランはサンゾウによる修練の場で修行し、新たな武器ガンガンキャッチャーを会得する。
マコトは自分と全く同じ顔をしたもう1人のマコト（通称Cマコト）と遭遇。倒すたびにマコトにダメージを与えるCマコトの前についに倒れてしまう。
一方、アデルがムゲン魂の力に焦り、ガンマイザーと一体化してパーフェクト・ガンマイザーに変身しタケルを襲撃。タケルは英雄の力で応戦するがガンマイザーの圧倒的な力の前に敗北。「ムゲンの力のみが頼り」と言う仙人にタケルは反発し、戦士である自分の存在価値を示そうとするジャイロにタケルはムゲンを使わずにオレ魂で挑み続けたことで、英雄たちは力と戦う意思を取り戻し、タケルと共にジャイロを倒す。
しかしそれでも完璧な世界を諦めていなかったアデルを止めようとするアリアは仮面ライダーダークネクロムP（ピンク）に変身しガンマイザーに挑むも敗北。眼魂を砕かれ人間の体になり拘束されてしまう。イーディスは力の根源に繋がろうとするアデルを阻止して人間世界に連れていくが敗北し、タケルたちに救われた後に彼らに眼魔世界の秘密を明かす。アデルは再び力の根源と繋がろうとするが、それは叶わず、ガンマイザーから力の根源と繋がる鍵はタケルにあると教えられ、タケルを襲う。イーディスはタケルたちを救うが、仙人としての姿のままで現れたことでタケルたちに同一人物であることが明らかとなる。タケルを生き返らせる方法がわからないと謝る仙人をアカリたちは非難するが、タケルは仙人のおかげで様々な人の心と繋がれたと感謝する。そして、再び襲来してきたアデルをタケルは打ち破り、アデルにガンマイザーを倒すため、共闘を持ちかけるが、断られてしまう。その後、アデルは自らの眼魂を砕き、力の根源と一体化する。
そして、アデルは電子コンタクトDEMIAを利用し、ネットワークを介し人々をつなげようとするが、タケルたちによってメインサーバーのモノリスを破壊され、失敗に終わる。だが、アデル自身がサーバーに成り代わることでデミアプロジェクトが発動。DEMIAを装着した数千万の人々は、魂を奪われ、心はおろか、肉体までもがアデルと繋がってゆく。タケルはアデルを食い止めようとするが、アデルが龍を殺した張本人であることを知り、アデルを救いたいが父の仇でもあることに葛藤する。
そして、アカリと仙人の協力で眼魔世界へと侵入したタケルたちからアドニスの真実を伝えられたアデルは、アランとアリアに謝罪する。だが、アデルは自我を得たガンマイザーによって取り込まれてパーフェクト・ガンマイザーとなってしまい、タケルによってガンマイザーごと倒され、消滅する。
しかし、Cマコトの使用していたディープスペクターゴースト眼魂に残っていたガンマイザーのバックアップが起動。グレートアイの端末であるフレイヤとグレートアイを取り込み、グレートアイザーへと変貌する。
グレートアイザーは、不確定な要素が多くコントロール不能で不合理な存在でありながら無限の可能性を秘め、自らの存在を脅かす脅威になりうる存在である人間を消去するためにため人間世界へと侵攻する。マコトとアランに対して無数の眼魔コマンドと眼魔スペリオルを召喚するも、突如現れた謎の仮面ライダーによって一掃される。
タケルたちをも凌駕するグレートアイザーはアイザージャイアントへと変貌し、眼から放つ光でたくさんの人々を消して吸収し、タケルは希望を失いかける。しかし、闘魂ブースト眼魂を通じて生前の母と父の声を聴き人間の想いや愛の無限の可能性を改めて信じることで希望を取り戻したタケルは再び変身し、アイザージャイアントを倒すとグレートアイザーもオレ魂のオメガドライブにより大爆発と共に完全消滅させた。
そして、タケルはグレートアイに自身の復活ではなくガンマイザーに消された人々の復活を望みを叶えた上で、グレートアイからのお礼として肉体を与えられ生き返るのであった。

## 登場人物

### 仮面ライダーの変身者
天空寺 タケル（） / 仮面ライダーゴースト
本作品の主人公。1997年10月4日生まれの18歳→19歳。
大天空寺の跡取りで10年前に死亡する間際の父である龍から受け取った宮本武蔵の刀の鍔を常に身につけている。宮本武蔵などの偉人に強い関心を持っており、彼らの伝説などを纏めた「世界偉人録」を愛読書としている。
父と同じゴーストハンターになることを夢見ていたが、幽霊が見えない上に修行も中途半端だった。18歳の誕生日に龍が送ったブランク眼魂を受け取ったことを機に眼魔が見えるようになるが、その直後に眼魂を狙う刀眼魔と槍眼魔との戦いに敗れて死亡する。
しかし、仙人によって肉体の消滅と引き換えにゴーストとして復活。その後は生き返るためにゴーストハンターとなり、仮面ライダーの力で眼魔による怪奇事件をアカリたちと共に調査して眼魂を集めている。眼魔の行動を知ってからは人命を犠牲にせず眼魂を手に入れることを信条としている。
ゴーストとして甦ってからはタケル自身の精神状態によって他人からの視認や接触が不可能となる場合がある。またタケルが身に着けているものは幽体化し、離れると実体化する。その一方で、ゴーストとなった後の自分の能力や、英雄にまつわる事柄を時々忘れるなど、ウッカリしがちなところがある。
マコトから、自分だけでなく周りの人々の命も救おうとする考え方や戦いに対する覚悟を「甘い」と非難され、さらにはマコト / スペクターとの戦いで2連敗を喫したことで自信を無くし、実体を保てなくなるほど強い恐怖や不安に囚われてしまうが、アカリの励ましを受けて自分を信じる気持ちを取り戻す。後にスペクターの正体が10年前に神隠しに遭い行方不明になっていた幼馴染のマコトであること、彼の妹であるカノンの魂が眼魂に封印されていることを知り、自分だけでなくカノンのことも救おうと模索した。また心を持つ眼魔にも寄り添い友達となったり、意思を尊重するなど心優しい性格の持ち主。
ゴーストとなって2度の消滅の危機に陥る。1度目は、最初の願いによりカノンを蘇らせた後、再びアカリたちと共に散らばった眼魂探しを始めるも、全ての眼魂を揃えることができないまま、現世に留まることができる期限の99日目（2016年1月10日）を迎え、ジャベルとの戦闘中に消滅するが、謎の空間で邂逅した父の龍によって期限をリセットされて、再び99日間だけ現世に留まることとなった。2度目は、ガンマイザー・ファイヤー、アデルグラビティとの戦いでオレゴースト眼魂が砕けて消滅する。無の中で完全に消えかかっていたが、アカリたちの強い想いによりオレゴースト眼魂が修復されて復活。そして新たな力ゴーストムゲン魂に変身し、二体のガンマイザーを撃破した。
仲間たちの協力を得て眼魔世界に来たときは、完璧な世界とは名ばかりの世界観に激しい怒りと動揺を見せる。その眼魔世界で見たものに対する恐怖に苛まれたことで、一時自暴自棄の状態に陥る。アランが眼魔に襲われていた際も眼魔世界の住人だったからという理由で助けずに見捨ててしまうなど、自分を見失ってしまったことから英雄の眼魂にも見放されてしまう。その後、ウルティマからアランを命懸けで庇い「想いは繋がる」と言って消滅したマコトの言葉を聞いたことで、皆の想いを繋げる決意を固める。そしてその決意に呼応して戻ってきた15の眼魂の力を一つにし、グレイトフル魂へと変身。ウルティマを撃破する。
カノンにマコトを眼魔世界から助け出すためにアランと協力しようと提案されるが、アランのことが信用できず、拒否する。しかし、御成に憑依したゴエモンゴーストの助言やショッカー残党のヤマアラシロイドを出会って間もない風切大和/ジュウオウイーグルとの共闘で撃破したことから考えに変化が生じ、眼魔に襲われていたアランを間一髪で助けた。アランと協力することを決意するも、アカリの反対を受けてアランの本心が分かるまで協力はしないと決める。その後自分の心に従うことを決めたアランと協力して飛行機眼魔兄弟を倒した後、共に眼魔世界へと旅立つ。眼魔世界でマコトを探す中で、幽閉されているアドニスを発見。アドニスを救出しアランと再会させるが、アデルにアドニスを殺害されてしまう。二度目の帰還からしばらくして、触れた相手の記憶を見る能力に目覚める。この能力がキッカケで人々の想いも読み取ることができ、2度目の消滅から復活する遠因にもなる。
ムゲン魂に変身できた後、仙人の話によると、最初に龍と立てた計画では、タケルが生きたままの状態でブランク眼魂にタケル自身の魂を入れ、仮の肉体で眼魔と戦う見立てであったが、第1話にてタケルがブランク眼魂に魂を入れる前に眼魔に殺されるという想定外の事態が起きたため、仙人はやむを得ずタケルをゴーストの状態で現世に戻した。また、一度目の消滅から復活する際にタケルと龍の魂が融合した状態となり、二人の魂を完全に蘇らせるためには、グレートアイの力を使う以外に方法は無いとのことである。「ガンマイザーに立ち向かうには、ムゲン魂の力を使うしかない」という仙人に、「英雄たちもまだ戦える」と反論。ゴーストムゲン魂と戦うために現れたジャイロに対し、オレ魂に変身して立ち向かうも終始圧倒される。タケルがムゲン魂に変身しないことに激怒したジャイロが英雄眼魂を破壊しようとした際には、自らの身を挺して英雄眼魂を守り、英雄眼魂の力を信じるタケルの想いに呼応した英雄のパーカーゴーストたちと、グレイトフル魂に変身したタケル自身とのメガオメガフォーメーションでジャイロを撃破する。仙人の正体が露見した後、最初の99日の間は仙人（イーディス）の力で生き返らせることができたが、龍の魂との融合により、仙人（イーディス）でさえもタケルの現状や蘇生の可能性の有無すら不明な状態となったことが明かされた。
デミアプロジェクト開始直後に人々の心の声がノイズのように頭の中に流れ込む異変に苛まれ、ガンマイザーとの戦闘後には突如としてアカリたちから姿が見えなくなってしまうが、宮本武蔵との対峙で、全ての物の声を聞くことを知り、姿が見えるようになる。
アデルに触れた途端、父の龍を死に追いやった眼魔の正体がアランの兄であるアデルだと知り、アデルを救いたいという想いと、龍を殺したアデルへの怒りや憎しみの間で揺れ動く。大天空寺の地下にあるモノリスを通じてマコトたちと共に眼魔世界に向かう。自分たちよりも先に眼魔世界に向かい、パーフェクト・ガンマイザーと戦ったアランが変身解除に追い込まれたことで、父の龍を殺したアデルへの怒りが爆発し、ゴーストムゲン魂に変身し、我を忘れてアデルを攻撃するが、アランの「兄上を助けて欲しい」という叫びで正気を取り戻す。そして再びアデルに精神干渉を行い、アドニスが眼魔世界を作った理由と、家族であるアランたちへのアドニスの想いを伝え、ガンマイザーに操られたアデルをカナシミブレイクで解放した。そして、グレートアイザーを倒した後、再びグレートアイの内部空間に吸い込まれるとグレートアイの化身であるフレイヤに自身の復活よりもガンマイザーによって消滅した人間と眼魔世界の住民の復活を願う。願いが叶った後、元の姿に戻ったグレートアイからのお礼として肉体が復元され、その体に触れたことで生き返る。その際に魂を維持していた100の眼魂は方々に飛び去っていった。
戦いが終息した後は、半年振りに高校生に復帰するが、やはり勉学に遅れが生じており、アカリに手伝ってもらっていた。そんな中、突如現れた謎の少年アユムや仮面ライダーエグゼイドと想いをつなげる。
- 第41話からは最終話の伏線としてタケルが朝食のシーンに最初からおらず、後から入ってくるなど最後まで観たうえで見返すことでその意図がわかる食事のシーンが強調されている。
- タケルを演じる西銘駿が現役高校生であることからタケルも高校3年生と設定されている。衣裳も当初は赤や銀を中心としたシックな色合いの予定であったが、西銘の顔立ちに合わせてピンクの花柄という派手なものとなった。
- 「自分を信じる」という言葉は、脚本の福田卓郎が仕事に詰まった時に自身で口にしていたものであるという。裏設定として、ゴーストとなった後は高校は病気を理由に休学している。
- 「99日」という設定は、2015年内の放送で英雄の眼魂を登場させるために考えられたが、プロデューサーの高橋一浩はこの設定を出した時点では「99日目では生き返らない」ということ以外の先の展開までは考えられなかったと述べている。福田はタケルの生死が物語の山場にせざるを得なかったのが難しかったことを述べている。

『仮面ライダー1号』
ショッカーが立花麻由を狙っている理由を探している。本郷猛（仮面ライダー1号）と対面をすることになる。
彼の変身する姿の仮面ライダーゴーストも登場する。英語教師の教育実習生に扮して学校に潜入するも、英語の授業はボロボロであった。
『劇場版 仮面ライダーゴースト 100の眼魂とゴースト運命の瞬間』
カノンの誕生日会の最中にダークネクロムに襲撃され、英雄眼魂をすべて奪われる。ダークネクロムを追って英雄の村に落下したところを、武蔵に発見され介抱される。最初は自分のことを覚えていなかった英雄たちに困惑するが、しだいにその英雄たちが真の姿だと考えるようになる。
『仮面ライダー平成ジェネレーションズ Dr.パックマン対エグゼイド&ゴーストwithレジェンドライダー』
最終回で出会った宝生永夢/エグゼイドと再会。大量に発生したパックマンウイルスにより、一時的に変身能力を失ってしまう。
『仮面ライダー平成ジェネレーションズ FINAL ビルド&エグゼイドwithレジェンドライダー』
御成と共にエニグマの起動によってゲーマドライバーとガシャットが使用不能になってしまった永夢たちの元へ駆け付け、カイザーリバースの攻撃を防ぎネビュラバクスターを追い払った。その後、黎斗が量産したビルドガシャットを飛彩たちに届け、市民を避難させるべく加勢した。

深海 マコト（） / 仮面ライダースペクター
仮面ライダースペクターに変身する、青と黒のレザージャケットを着た青年。20歳。
タケルとアカリの兄貴分にあたる幼馴染で幼少のころからたまに大天空寺へ遊びに来ていたが、10年前、龍と西園寺の実験が原因でモノリスにできたゲートに妹のカノン共々引き込まれ、眼魔世界に転送される。その後、アランたちによって肉体から魂を抜かれてアバターとなってしまい、人間界で仮面ライダーとして活動を始める。10年後になってタケルたちと再会するが、第8話までマコト本人であることに気づかれていなかった。
10年前はタケルから「マコト兄ちゃん」と慕われるほどの明るい性格だったが、現在では相手に対して辛辣な物言いをすることが多く、自分を「親友」と呼ぶアランに対しても同様で、幼馴染であるタケルに対しても「俺に友などいない」と冷たい態度を示していた。英雄のゴーストの力を使って戦うことについては、英雄の力を借りるタケルに対し、英雄を支配して自分の力にするという考えを持っていた。自分の邪魔をする者に対しては、例えそれが眼魔であろうと一切容赦せず、また、眼魂の入手についても、タケルが眼魔と戦闘中にも関わらず乱入して力ずくで奪い取ろうとするなど、強引な方法を用いていた。カノンからは、幼馴染であるタケルと戦うことを止めて欲しいと懇願されているが、マコトはそれを無視してでも、タケルから眼魂を奪おうと執拗に狙っていた。しかし、タケルがカノンを復活させたことで再会を果たしたのを機に認め合い和解し、自分の命を顧みずマコトの願いを叶えたタケルを「お前は甘い」と言いながらも友として認める。その後しばらくは「けじめをつけなければならないことがある」と述べ、タケルたちからは距離を置いていたが、たびたび救援に来ていた。
アランとは「親友」と称され協力関係を築いてきたが、人間として生きる決意を固めたことで、彼とは決別の道を歩むこととなる。その後、ネクロムに変身したアランに圧倒され、自身のゴーストドライバーにネクロムゴースト眼魂を装填されたことにより、仮面ライダーネクロムスペクターに強制変身させられてしまい、アランに操られてしまうが、タケル・カノン・ノブナガゴースト・ツタンカーメンゴースト・フーディーニゴースト眼魂の連携によりドライバーからネクロムゴースト眼魂が外され、アランの洗脳から解放される。キュビと心を通わせたタケルのように、アランに対しては今度こそ良い関係を築けると考えている。
自身の身体を取り戻すこと、自分たちを育ててくれたアリアに礼を言うこと、自身を戦士に取り立ててくれたアデルと決別することをけじめとして掲げ、眼魔世界へ向かう。アリアとアデルとは対面し目的を果たすことはできたものの、アドニス暗殺の罪を擦りつけられ傷だらけのアランを前にして敵に包囲されたことで、身体を取り戻すことは二の次にしてアランの力で急遽人間世界へと戻ることとなる。
生身となり追われる身にもなったアランに対し、食事を与えるなどして面倒を見て、刺客であるジャベルからも身を呈して守る。そんなマコトを受け入れようとしないアランに対しては「例えお前が何も信じられなくても俺がお前を信じる」と言い、アランがジャベルに抹殺されそうになったところを命懸けで庇ったことにより致命傷を負ってしまう。そして涙に暮れるアランに「想いは繋がるんだ」と言い残して消滅、スペクターゴースト眼魂も砕け散った。
結果的に自分の身体を取り戻し、役割を果たさなかったことでイーディスに失望されつつも、凄まじい力があるとされるディープスペクターゴースト眼魂を使いこなすことを決意しこれを手に取る。その後タケルやアランと合流。茫然自失となったアランに活を入れて立ち直らせ、人間世界へ戻った直後にディープスペクターに変身。人間世界まで追って来たガンマイザー・ファイヤーを撃破した。
ディープコネクト社によるアイドル募集とサンゾウが課した試練では、自分と瓜二つの顔立ちをしたコピー体2体との連続した戦いで体力を消耗し、倒れているところをカノンに発見される。
タケルの父である龍を尊敬しており、彼が亡くなった後も時折、大天空の敷地内にある龍の墓を訪ねているが、自身とカノンの父である大悟に対しては、突然理由も告げずに自分たちの元を去ったことから憎悪に近い感情を抱いており、「全ての父親が、龍さんのように立派な人間とは限らない」などと、父親についてタケルとは多少異なる考えを示している。
終盤で、幼いころのマコトがイーディス長官（仙人）から、スペクターゴースト眼魂とゴーストドライバーを授けられたことが判明する。
自分に限りなく近づいたCマコトがカノンを自分よりも先に救ったため、タケルたちの前から姿を隠しCマコトの行動を監視していたが、カノンたちをガンマイザーから守るため物陰から飛び出しディープスペクターに変身するとCマコトが変身したディープスペクターと共闘している。その後、パーフェクト・ガンマイザーの攻撃からタケルを庇い瀕死の重傷を負うが、自我を得たCマコトが一体化することで傷が完治した。
戦いが終息した後は、劇場版で再会した父である大悟の遺志を継ぐことを決意し、アランの手助けのために眼魔世界に赴くことをカノンに語った。そしてタケルの誕生日を祝った翌朝、カノンやアランと共に眼魔世界に旅立った。
- 高橋はコピーマコトが登場するほかに、マコトがガンマイザーに乗っ取られるという案も考えていたが、前作『仮面ライダードライブ』の詩島剛/仮面ライダーマッハが闇堕ちする展開で子供たちが悲しんだとの話を聞き、マコトが自身と向き合う展開に改めた。

『仮面ライダー1号』
本郷猛（仮面ライダー1号）に対しても年上でありながら、相変わらず辛辣な物言いをしている。
彼の変身した姿の仮面ライダースペクターも登場。
『劇場版 仮面ライダーゴースト 100の眼魂とゴースト運命の瞬間』
カノンの誕生日会の最中にダークネクロムらに襲撃され、フーディーニ魂でダークネクロムYに応戦するも英雄眼魂を失う。その後眼魂島に落下。海辺で気を失っていたところを父の大悟に発見され、保護される。
『仮面ライダー平成ジェネレーションズ Dr.パックマン対エグゼイド&ゴーストwithレジェンドライダー』
アランとともに現れるが、そのときにはすでにタケルとアカリが、パックマンウイルスに感染。ドクターライダーとともに戦う。
『ゴースト RE:BIRTH 仮面ライダースペクター』
同作品の主人公として登場。また同作品にて、ダントンによってカノンとともに生み出されたデザイナーベイビーのクローンかつ強化人間であり、大量に作り出された中の唯一の成功体であることが明かされた。このとき明かされた本当の名前はリヨン。
『小説 仮面ライダーゴースト』
シンスペクターへと変身したことで、強化人間としての強靭な体力と明晰な頭脳が覚醒し、事前にインプットされていた科学に関する知識や医学によって、手を翳すだけで他者の病を治すなど不可思議な力を獲得した。
その力を役立てるため、眼魔世界を旅し人々を救って回っている。

アラン / 仮面ライダーネクロム
仮面ライダーネクロムに変身する青年の姿をした眼魔世界の住人。第1話から第15話はラフな格好だったが、ネクロムに変身するようになった第16話からは本気を出す表れとして眼魔世界の制服を纏っていた。30話の後半からはフミから貰った緑の服を着用している。
人間界へは1950年に初めて訪れ、2005年には自分に交信してきた西園寺と行動を共にする。
西園寺とは眼魂を手に入れるという共通の目的を持っていたが、眼魂によって願いを叶えたいという西園寺とは別に、眼魔眼魂を使って操った人間たちにモノリスを造らせるなど謎めいた行動を取っている。しかし彼の方もまた、大帝である父のアドニスや兄のアデルからは眼魂の秘密を教えられていない様子。第13話で刀眼魔を、第15話でジャベルを復活させた。
ネクロムに変身しタケルらと対峙した際に、互いにいがみ合い命を奪い合う人間世界に意味を見出せず、曰く争いがない眼魔世界のように人間の世界を変え、自らがその支配者となることを目的としている旨を打ち明ける。
上記のように命を重んじるタケルらとは対照的に、「その人間同士が命を奪い合っている」と認識しているため、命や身体の意味を理解しかねている様子で、マコトに対しても倒して命を奪うことで眼魔世界に連れて帰ろうとしたりと、人間との価値観の相違が見られる。しかし一方で、空や風など人間界の自然を愛でたり、たこ焼きなど人間界の食べ物に興味を示す一面を持つ。
目的はあくまで争い合う人間世界を変えることであるためか、人間を兵器として扱う兄のアデルや、魂を奪う兄の部下であるイゴールに対して強い不快感を抱いている。
眼魔世界ではマコトとは親密な間柄であったようで、「親友」と称するほどであった。カノン曰く、兄妹の面倒はアランが見ていた様子。しかしタケルによってカノンの復活が果たされた頃合いに、マコトは人間の世界で生きるとして、自身との決別を宣言することとなる。
その後もマコトに対して強い執着心を抱き続けており、「私がその気になれば、君は妹と一緒に生活できなくなる」と警告するなどして、何度も元に戻るよう忠告するも失敗する。そしてマコトが自分に背いたのはタケルのせいであると考えるようになり、執拗に彼の排除を狙うようになる。カノンからは「アラン様」と呼ばれ慕われており、アランの方もマコトとの対立の際に席を外すよう促すなど、敵愾心は見られなかったが、自分とカノンが一緒にいるところに度々タケルが現れることに対して「カノンがタケルに居場所を教えているのではないか？」と疑問を抱くようになり、第20話では誤解を解こうとするカノンに「やはり貴様も人間だ」と突き放す態度を取っていた。
ナイフ眼魔と交戦しているマコトの前に現れ、ナイフ眼魔にはスペクターは自分の手で葬ると制しながらも、自らはスペクターのベルトに無理矢理ネクロムゴースト眼魂を装填し、仮面ライダーネクロムスペクターに変身させた。そして「本当の友になった」と微笑みを浮かべ、マコトを自らの手中へ引き戻し意のままに操ることに成功する。その後はゴーストとネクロムスペクターを幾度となく戦い合わせていたが、タケルやカノンにゴースト眼魂らの連携により、マコトの洗脳が解除されてしまう。その際は激怒してネクロムに変身、ゴーストと正気に戻ったスペクターに強力な攻撃を仕掛けようとしたものの、眼魔世界からの召集が掛かったため、やむなく戦闘を中止し眼魔世界に戻る。
眼魔世界へと戻り父であるアドニスにマコトについて問われた際、奴はもう友ではないと言い放つも、心の存在を否定していたはずのアドニスに「迷ったときは、自分の心に従え」と告げられ、動揺を見せる。
そして侵入者であるタケルと戦闘をしていた最中、アデルにアドニス殺害の容疑をかけられ、アデルの攻撃で眼魂を破壊されてしまう。その魂は元の肉体に戻され、生身の身体を持つようになる。そして満身創痍になっているところをマコトらに発見され、自身を包囲した眼魔たちを振り切る形でマコトやタケル共々人間世界へと移動する。
生身の身体の不便さに苦戦している中、アデルの刺客となったジャベルに命を狙われる。マコトには親友として守られ信じていると伝えられるも、素直にそれを受け入れられずにいた。そして幾度もジャベルに追い詰められた後、自身を庇って消滅したマコトを見て、思わず涙を流す。
アデルがアドニスを殺害したとは微塵も思っておらず、自身に懸けられたアドニス殺害の誤解を解くために眼魔世界に戻ろうと考えるが、追手の眼魔たちに命を狙われ、生身の肉体であるため初めて死の恐怖を感じる。
カノンに「タケルと共にマコトを助けてほしい」と懇願されるが、生身の肉体を持つようになり、死の恐怖を感じたことと、憎んでいたタケルと協力することを拒んでいたため、拒否する。しかし、眼魔に襲われていた所をタケルに助けられてからは、考えに変化が生じ、タケルと協力して、眼魔世界へ向かうことを決意するが、密かに何かを企んでいるような様子からアカリに怪しまれる羽目になり、自身も彼女を「厄介で油断ならない女だ」と警戒すると同時にアカリに苛立ちを募らせる。その後アカリに自分の信念が揺らいでいることを指摘されて動揺を見せるが、フミの「心の声を聞け」という言葉を聞いて吹っ切れる。その中でカノンと同様赤いオーロラの特殊な大気の影響で体力を失いつつあったが、アカリの作った中和剤で治療される。その後飛行機眼魔に襲われビルから転落したアカリを間一髪で助けた。そしてタケルと共に飛行機眼魔兄弟を倒し、眼魔世界へ旅立つ。アドニスに会うため、タケルと一時的に別行動するが、アドニスに再会したことで、タケルと再び合流する。しかし、眼魔スペリオルの攻撃から自らを庇ったアドニスがアデルの手で殺害されてしまい、絶望してしまう。
アドニスが殺害されたことで茫然自失になり、合流したマコトからの呼び掛けにも「私にはもう、父上も理想の世界も、タケルたちのような心も無い」と自暴自棄になっていたが、マコトから活を入れられ、タケルから心について教えられたことで、自身の心と向き合い始める。そこへ現れたアデルが、父のアドニスだけでなく、弟である自分さえも「不要な存在」と断じたことに対し、眼魔世界が完璧な世界ではないことをはっきり認識すると同時に、父のアドニスを殺害したアデルへの怒りを露にした。その後タケルやマコトと共に人間世界へ移動した後、それまでスペクターと呼んでいたマコトを名前で呼ぶようになった。
フミから洋服を貰い、そのお礼にフミが欲しがっていた画材セット一式を手にフミのもとに向かうがフミはすでに死去しており、その死を目の当たりにしたことで再び心に迷いが生じてしまう。しかし、タケルたちの言葉を受け「この美しい世界を守り、眼魔世界を美しい世界に変える」という新たな理想を胸に戦うことをフミに誓う。
ガンマイザー・ウィンドとの戦いに敗れたことで自信を失いかけるが、サンゾウゴーストによって送り込まれた修練の場でのサル・ブタ・カッパとの特訓で克服する。
終盤では眼魂になった御成に憑依され体を乗っ取られるが、イゴールが御成眼魂を破壊したことで身体の自由を取り戻す。その後、御成・シブヤ・ナリタと共にディープコネクト社に乗り込み、ビルズを操っていた眼魔眼魂を破壊しビルズを正気に戻した。暴走するアデルを倒すため、アカリと仙人の協力で開いたモノリスのゲートに単身に入り、眼魔世界へと乗り込むが、兄であるアデルの暴走を止めるため、アデルを羽交い絞めにして自爆を図るも「私には殺せない」と思い留まり、その後現れたタケルに「アデルを救って欲しい」と懇願する。そして、アリアとともに正気に戻ったアデルの最期を看取る。
戦いが終息した後は、タケルの誕生日を祝った後、眼魔世界を人間世界のような住みやすく美しい世界に変えるため深海兄妹と共に眼魔世界に戻った。
- 当初は磯村の地声に近いトーンで芝居をしていたが、監督の諸田からもっとどす黒い、腹の底から出す低い声で芝居をしてほしいという指示を受けてそのようなイメージとなった。
- 第30話のたこ焼きを食べながらの立ち回りは『ドラゴン危機一髪』のブルース・リーのポテトチップスを食べながらやってくるシーンのオマージュ。第36・37話の修行シーンは『拳精』のジャッキー・チェンのオマージュ。

『劇場版 仮面ライダーゴースト 100の眼魂とゴースト運命の瞬間』
カノンの誕生日会中にダークネクロムに襲撃される。グリム魂でダークネクロムBに応戦するも英雄眼魂を奪われてしまい、その後アカリ・御成・カノンと行動するが弁慶に捕まり英雄の村に連行される。
『仮面ライダー平成ジェネレーションズ Dr.パックマン対エグゼイド&ゴーストwithレジェンドライダー』
マコトとともに現れるが、そのときにはすでにタケルとアカリが、パックマンウイルスに感染。ドクターライダーとともに戦う。
『ゴースト RE:BIRTH 仮面ライダースペクター』
眼魔世界の指導者となっている。眼魔世界を人間世界のような住みやすく美しい世界に変えようとするも、なかなか上手くいかなかったが、アカリとイゴールの協力を得てなんとか変えることに成功する。そして、住民たちへの演説の際には白い軍服を纏っていた。
『小説 仮面ライダーゴースト』
カノンへの想いを募らせていたが、自分たち家族の不和が理由で告白することを躊躇していた。
タケルへ相談しプロポーズすることを決め、タケルの病室でカノンにプロポーズし、身内だけでの仮の結婚式を開いた。

### 仮面ライダーの関係者
月村 アカリ（）
本作品のヒロインでタケルの幼馴染。19歳。柳坂理科大学で物理学を専攻している理系女子。ノーベル賞を取ることが夢。
性格は基本的に明るく強気でしっかり者だが、世の中の全ての出来事には「必ず説明できる法則がある」と考えており、ゴーストや怪奇現象などの非科学的なものには否定的で実際に怪現象を見ても頑なに認めず、物理と結び付けて解釈しようとする。
現在は不本意ながらもタケルのゴーストハンターとしての活動をサポートしているが、「あらゆる現象を自らの手で解明する」という目標を抱くようになる。
拾った眼魔眼魂の破片から対眼魔兵器不知火・改を開発し、イゴール相手に一発攻撃を浴びせた。
タケルたちが1度目の帰還をした後、タケルに協力しようとするアランが何かを企んでいるような表情をした際には、アランの本心が見えないと彼を拒絶。赤いオーロラから発生する特殊な大気の影響で容態が悪化するカノンを治療するための中和剤を作る最中、アランの信念が揺らいでいることを指摘。その後カノンを中和剤で救い、カノンと同じく特殊な大気の影響で体力を失いつつあったアランにも中和剤を与え、特殊な大気自体を中和した際に飛行機眼魔・弟に襲われてビルから転落したところをアランに助けられ彼から「無茶な女」と評された。
ディープコネクト社による夢の実験では、幼少期に片桐兄弟が行った科学実験に参加したことで科学に興味を持ち、片桐兄弟のもとで学びたいと思ったことが語られた。続くディープコネクト社によるアイドル募集ではかなりの音痴で、踊りも苦手だったが、第37話でのホナミによる特訓で上達した。
- キャラクター設定は仏教的世界観との対比として理系女子となった。
- 第13話は大沢が足を怪我していたため、走るシーンなどは御成におんぶをしてもらっている。

『超MOVIE大戦ジェネシス』
幼少期にレオナルド・ダ・ヴィンチに憧れており、ダ・ヴィンチのような万能な才能の持ち主になることを夢見ていたため、眼魔に目をつけられてしまう。
『仮面ライダー1号』
タケルらとともに登場する。タケルに代わり、理科教師に扮して潜入捜査をする。
『仮面ライダー平成ジェネレーションズ Dr.パックマン対エグゼイド&ゴーストwithレジェンドライダー』
敵が放った大量のパックマンウイルスに感染。それを庇ったタケルも感染してしまう。
『ゴースト RE:BIRTH 仮面ライダースペクター』
眼魔世界にてイゴールと共に眼魔世界の空を青くするための研究をしている。

御成（）
大天空寺の住職代理。フルネームは山ノ内 御成（）。一人称は「拙僧」、二人称は「〜殿」で、言葉尻のほとんどが敬語になっており、語尾に「〜ですぞ」「〜なり」とつけるなど、時代劇のような言葉遣いで話す。26歳。
先代住職の龍を尊敬しており、その息子のタケルにも敬意をもって接している。タケル曰く「面倒くさい」というほどテンションが高く、修行を尊ぶ精神論者であり、「科学で分からないことがある」を信条とするため、眼魔に関わる怪現象を認めようとしないアカリとはいつも騒々しく喧嘩しているが、タケルを大切に思い心配している点では同じであり、眼魔絡みの事件に際しては協力して調査を行っているなど互いを心の中で認めている様子。本人曰く「昔は色々あった」らしく、第27話では自らに襲いかかりながらも苦しめジャベルに中和剤とおむすびを与える慈悲深い一面を見せ、同時に人の優しさに触れて変わることもあるという教えをジャベルに説く。
修行に励んでいるにもかかわらず眼魔が見えないが、タケルがゴーストとして甦ったことや眼魔の存在をすんなりと受け入れており、タケルのゴーストハンターとしての活動のサポートにも意欲を示している。
日々の鍛錬が功を奏し、対怪人戦においては眼魔コマンド程度なら倒せる程の腕っ節の持ち主で、第17話では一撃とは言え眼魔相手に生身で攻撃ができた。
一度眼魂が散った際に回収、しばらく所持していた経緯からかゴエモンに愛着が湧いたらしくときどきゴエモンゴースト眼魂に向かって語りかけており、そのゴエモンに憑依された際は「日々語り合った努力の賜物」と喜んでいたが、当人には「俺様とこやつとは一度も語り合っておらんわ」と否定されていた。
基本的には温厚で怒ることは滅多に無いが、イーディス救出後で最初の99日の間にタケルを生き返らせる力を持っていながら、それを隠し続けてきたことを詫びる仙人（イーディス）に対し、「謝って済む問題ではない!!」と怒りを露にしていた。
終盤で御成眼魂にされた際には、助けようとしたタケルをかわしてアランに乗り移っている。その後アランに憑依したままネクロムに変身して闘うがイゴールに軽くあしらわれ、変身を解除されたあとにアランから離れた御成眼魂を破壊されて元の御成に戻っている。この行動は、自分が無力なのではないかという焦りが空回りした結果であることをアカリに告白している。
アデルが龍を殺害した張本人であることが露見した後は、僧侶である身でありながら龍の仇であるアデルを倒せとタケルに言っている。
戦いが終息した後は不可思議研究所を続けようと仲間に呼び掛けるが、結局一人で続けることとなる。
- 柳喬之はこの役を演じるにあたり剃髪して五厘刈りにした。演技の際はより大きく画面に映るため、少し腰を落とした前傾姿勢となっている。

『仮面ライダー1号』
タケルらとともに登場する。本郷猛を大天空寺に招き入れる。
『仮面ライダー平成ジェネレーションズ Dr.パックマン対エグゼイド&ゴーストwithレジェンドライダー』
タケルらとともに登場する。まだ、独立はしていないようで、髪形や服装もテレビのまま。
『ゴースト RE:BIRTH 仮面ライダースペクター』
ジャベルへの嫉妬から大天空寺から独立し不可思議研究所の所長となっており、髪形もアフロヘアー（ただしカツラ）にスーツ姿となっている。終盤では、眼魔世界の危機を救うため、大量の中和剤を顔に貼り付け、特攻する。
『小説 仮面ライダーゴースト』
第二章では、地球に探索に訪れた眼魔アサルトと龍の戦いに巻き込まれ、見えない何かから自分を救った龍に憧れるようになったことが描かれている。当時はモヒカン頭のギタリストだった。
第三章では『スペクター』での活躍で、眼魔世界を救ったことをジャベルに感謝されたことで、独立を有耶無耶にして大天空寺に戻った。

深海 カノン（）
マコトの妹でタケルとアカリの幼馴染。14歳。思慮深く温厚な性格で、画材眼魔とは一緒に絵を描くほど仲良くなっていた。当初は戦闘能力はないに等しかったが、最終決戦で、掌底で眼魔コマンドを倒せるまでに成長している。
10年前、西園寺たちが行った実験で兄であるマコト共々眼魔世界に転送され、魂を眼魔眼魂に封印されてしまった。そのためにマコトは妹を復活させる力となる英雄眼魂を集めていた。
自身の復活よりも、兄のマコトの幸せを願っており、自分を生き返らせるためとはいえ、マコトが幼馴染であるタケルと争うことを悲痛に感じている。
第11話にてタケルがグレートアイに願ったことで肉体が再生され、マコトと本当の再会を果たした後、安静のために一時病院に入院していた。
リョウマの一件の後、ジャベルに連れ去られ人質にされたが、タケルとマコトに救出される。以降は大天空寺に居候しているが、過去に自分とマコトが眼魔世界に閉じ込められる発端となったモノリスがある地下研究室にはなるべく近づかないようにしていたが、五十嵐から10年前の真相を聞いて以降は地下研究室にも入るようになる。
タケルたちが1度目の帰還をした後、空が眼魔世界と同じ赤色の空に染まり始めると、その空を赤く染める特殊な大気の影響で倒れ、容態が悪化するも、アカリが作った中和剤で症状は回復した。
タケルが二度目の消滅をした後、マコトらと共にガンマイザー・ファイヤーとアデル・グラビティに立ち向かい、タケルの復活に貢献した。グリム兄弟の一件では、夢の世界に入り込んだマコトの願望としてコスプレ姿の8人のカノンが登場した。ディープコネクト社によるアイドル募集で、ハルミが引き継いだフーミンで手伝いをしていた。
戦いが終息した後はマコトと共にアランの手助けをするべく、眼魔世界に旅立った。
妹眼魂
カノンの魂が封印された眼魔眼魂。喋ると前面がピンク色に光る。第11話でカノンが復活したことにより消滅した。
『ゴースト RE:BIRTH 仮面ライダースペクター』
ダントンによってマコトとともに生み出された人造人間であることが明かされる。

シブヤ
大天空寺の修行僧。フルネームは八王子 シブヤ（）。眼鏡がチャームポイントで誰にでも敬語で話す。
実家は母親の美穂が営むラーメン屋「八王子軒」であるがシブヤ本人は店を継ぐ意思はない。父親のテツヤが他界しており、美穂がことあるごとに自分とは正反対で強気な性格だったテツヤと比較することに反発して家を出たため、美穂を毛嫌いしていた。それ以来美穂とは3年間疎遠であった。ガンマイザー・タイムによる大人たちを幼児化した際は美穂が大天空寺が忙しいときに電話を掛けてきたため、珍しく苛立つ様子を見せている。その後に集団子供化現象に巻き込まれて子供化しシブヤについての記憶を一時的に無くした美穂からも「男らしくない」と言われていたが、美穂とナリタを守るために眼魔コマンドに果敢に立ち向かう姿を見せ、騒動が解決した後に元に戻った美穂と和解した。シブヤ自身は、美穂がラーメン屋を始めたのはテツヤとの初めてのデート先がラーメン屋だったからと思っていたが、実際はシブヤが美穂の作ったラーメンが好きで「毎日でも食べたい」と言ったためだった。
最終決戦ではタケルたちとともに眼魔世界へ行こうとするが、ナリタとともに大天空寺のモノリスの監視役を任される。戦いが終息した後はジャベルの真面目で頼もしい態度に感服し、今まで御成についていたが、ジャベル派になってしまう。
ナリタ
大天空寺の修行僧。クールな青年だが、シブヤに比べてやんちゃな面がある。小説でフルネームが木更津ナリタであることが明かされた。
最終決戦ではタケルたちとともに眼魔世界へ行こうとするが、シブヤとともに大天空寺のモノリスの監視役を任される。戦いが終息した後はジャベルの真面目で頼もしい態度に感服し、今まで御成についていたが、ジャベル派になってしまう。
『ゴースト RE:BIRTH 仮面ライダースペクター』
不可思議研究所の所員となっており、御成同様、アフロヘアーとなっている。

天空寺 龍（）
タケルの父。大天空寺の先代住職でゴーストハンターを務めていた。2005年12月20日に眼魔との戦いに敗れ、タケルに宮本武蔵の刀の鍔を手渡し、「英雄の心を学べ」という遺言を残して息絶えた。その後、期限の99日目（2016年1月10日）を迎えジャベルとの戦闘中に消滅したタケルと死後の世界で邂逅し、自らの力で期限をリセットさせて現世に戻した。
10年前に仙人から眼魔世界が10年後に侵攻を始めると聞き、西園寺や物理学者の五十嵐健次郎と共にモノリスの研究を行った結果、眼魔世界の守り神であるガンマイザーに対抗するために15の英雄の魂の力を借りることとし、その最初の英雄に宮本武蔵を選んだ。
その際にブランク眼魂の一つをいずれ自身を超えるであろうタケルの無限の可能性を信じ、彼の息子であるタケルを眼魔との戦いに巻き込むことを危惧する五十嵐の反対を押し切り、指定郵便で18歳になったタケルに届くようにしていた。
また、そのモノリスの研究が深海兄妹を眼魔世界に閉じ込めてしまう一因にもなっている。
後述する通り高い戦闘技術を身に着けており、迷いが有ったとはいえイーディスの変身した眼魔ウルティマ・エボニーを、召喚したムサシと共に倒すほどの実力を持つ。
また、少なくともイーディス（仙人）と出会う以前から宮本武蔵の刀の鍔に目の紋章を描くことでムサシゴーストを召喚することができた。
終盤でアデルによって殺されたことが判明する。
グレートアイザーとの最終決戦ではタケルの前に幻影の姿で現れた。
『超MOVIE大戦ジェネシス』
二度にわたって幼少期のアカリの誘拐される場面に遭遇し、過去と未来のタケルと進ノ介と共に救出に向かう。劇中ではゼロドライブとゴーストの攻撃を受けたラファエロ眼魔にとどめを刺す、単身でミケランジェロ眼魔を倒すなど、生身の状態で初期のゴーストとスペクターを圧倒した眼魔スペリオルを倒すほどの高い戦闘技術を身に着けており、鉞を武器として使用している。また、アカリの救出を決意したチビタケルに宮本武蔵の刀の鍔を填めた刀と世界偉人録を授けた。
- テレビシリーズと『超MOVIE大戦ジェネシス』とでは殺害される経緯が異なっているが、プロデューサーの高橋一浩は後者は歴史が改変された設定上のものであり、描写の変更は当初の予定通りであったと述べている。

『ゴースト RE:BIRTH 仮面ライダースペクター』
マコトに「心を鍛えてくれた父さん」と評されている。

小野寺 靖（）
大天空寺に荷物などを届けている町の郵便局職員。龍が指定郵便で送っていたブランク眼魂をタケルに届けたのも彼である。
『ゴースト RE:BIRTH 仮面ライダースペクター』
郵便局員を退職し、不可思議研究所の所員となっており、御成同様、アフロヘアーとなっている。だが、辞めたことは後悔している。

福嶋 フミ（）
たこ焼き屋フーミンを営む老婆。75歳。周りからはフミ婆（）の愛称で慕われている。
小野寺同様、眼魔などのことは全く知らない一般人でアランのことを「カノンの面白い彼氏」と勘違いしている。ハルミという孫娘がいる。
心について悩むアランの面倒をなにかと見ることが多く、たこ焼きをサービスであげることがよくある。またアランが「信じていたものを失った」と呆然としていたときは、心機一転のために新しい服をプレゼントするなど、優しく接しているが、そうする理由は彼女自身の過去にあるらしく、かつて「絵描きになりたい」という自身の夢が破れたとき、自分もアランと同じように心について悩んだ時期があり、「さんざん悩んだからこそ今は自分の心が分かる」とアランを諭した。その際に「もう一度絵が描きたい」と漏らしていたが老衰によって急逝してしまい、大天空寺にて葬儀が執り行われた。アランの心情の変化に大きく貢献した人物であり、その後もアランは彼女から貰った服を着用し、たこ焼きを食べるシーンがよく観られるようになる。
- プロデューサーの高橋はフミ婆の死を通じて「普通の人が普通に死ぬこと」を描くのが本作品の目標の1つであったとしている。
- 衣装については、先行しておばあちゃんというイメージのものだったが、衣装部がたまたま着ていたスカジャンが目に留まり、ファンキーな方向性となった。

福嶋 ハルミ（）
フミの孫娘。その姿は若きころのフミと瓜二つであり、初対面のアランからフミと間違われている。フミ同様、絵を描くことを趣味としている。
フミの死後、「祖母の声が聞こえた」という理由から新店主として「フーミン」を引き継いだ。
『アラン英雄伝』が初出だが、テレビシリーズ第30話ではフミの葬儀でタケルやアカリと対面し会話していた。

仙人（）
あの世へ行きかけていたタケルを甦らせ、彼にゴーストドライバーを授けた謎の老人。その正体は眼魔世界の長官であるイーディスだが、後述する経緯で露見するまでは否定していた。イーディスとしての行動については、人間体を持つ眼魔の節を参照。
不可思議現象研究所のメンバーからは「おっちゃん」（御成からは「おっちゃん殿」）と呼ばれている。ただし、当人はそう呼ばれることは不本意であり、タケルに続いてアカリにもそう呼ばれた際には落胆していた。「せめて仙人と呼んでくれ」と言うものの、誰もそう呼んではくれない。
さまざまなコスプレ姿で大天空寺の地下研究室に現れるが、タケルとの電話を一方的に切ったり、タケルの話を最後まで聞かずに姿をくらますなど、奔放な態度をとることが多い。
自身を「誰でもあって、誰でもない」と称し、時には厳かに、時には軽い口調でタケルに様々なアドバイスを与えながら今後のことを見守っている。タケルに神様かと問われた際に「そこまで偉くはない」と返しつつ、それ以上のことは教えてくれず、以降もタケルが重要な質問をしようとしてもはぐらかしたり、ギャグでごまかすなど、いろいろと秘密を隠していた。
10年前から眼魔世界からの侵攻に対抗するための研究を行う龍たちに協力しており、ジャベルとの戦闘中に一度消滅したタケルが死後の世界で邂逅した父である龍の力で現世に帰還した時の台詞や、タケルから眼魔世界について尋ねられた際に「あの場所は地獄だ」と話していることなどから、龍や眼魔世界とは少なからず関わりがあることを匂わせていた。
イーディス登場後はマコトとアランなどから（第34話他）同一人物ではないかとしばしば指摘されるが、赤の他人だととぼけて否定し続ける。イーディスがアデルとの戦いに敗れ現世に来てしまいアカリや御成と対面してもマコトが「彼はイーディスだ」と説明したので、アカリたちもその時点では素直に信じたが、第42話で起きた件でタケルたちに正体がバレる。タケルの身を案じるアカリらから「タケルを騙し利用していた」として怒りの矛先を向けられるが、タケルのとりなしで和解する。
最終決戦では人間世界と眼魔世界のルートを繋ぐため密かに潜入。仮面ライダーダークゴーストに変身し、眼魔世界側からモノリスのゲートを開いた。その後、眼魔世界へと侵入したタケルたちともに眼魔と戦ったが、タケルにはダークゴーストの姿のままでいたため、かつて戦ったことのあるアルゴスと勘違いされた。
戦いが終息した後はユルセンとともに大天空寺の奥に隠してあった生身の姿で復活し、大天空寺の新住職に就任した。
- 名称は打ち合わせ段階での仮称がそのまま採用された。

『仮面ライダー1号』
ユルセンとともに登場する。ショッカーなどについて説明する。
劇場版公開記念1分間ストーリー
第2話では、既に亡くなったアランの兄であるアルゴスと消息が分からない深海兄妹の父である大悟と面識があり、アルゴスにゴーストドライバーを与え、何らかの計画を企んでいることが語られている。
ユルセン
仙人の使い魔。オレンジと白のオバケの姿をしており、大きな目玉型の頭が特徴。一人称は「俺様」、ごくまれに「俺」。戦い方を指導する役目を持つが、口が悪い毒舌家でタケルを小馬鹿にしたり呆れたりしている。
眼魔が引き起こす怪事件の解決や人命救助よりも、眼魂の入手を優先する傾向があり、死傷者が出る可能性が生じても平然としている冷淡な一方で、意外と短気でもあり、うっかりの多いタケルに対して普通に怒ったりと、性格そのものはある意味で人間臭くもある。たこ焼きが好きなのか、眼魔のサンプルを取る交換条件としてたこ焼きを渡すと言われたときは生き生きとしていた。
その正体は仙人の飼い猫であるユルセン（キジトラ）が魂を移し変えた最初期に開発された眼魔眼魂がアバターに組み込まれたもので、グレートアイが宇宙に旅立ち、眼魂システムが機能しなくなったことで仙人共々生身の身体に戻り、仙人に抱かれて生き返ったタケルたちを出迎えた。
次回予告ではタイトルコールを担当している。
- 造形はウレタン注型によるもので、本体とマントの間から手を入れて動かすパペット方式となっており、現場では主に助監督が操作を担当した。

『仮面ライダー1号』
仙人とともに登場する。
天空寺 百合（）
タケルの母で、姿はテレビシリーズの第49話にて、名前は小説版にてそれぞれ明らかにされた。
テレビシリーズではタケルを生んだ後、彼が物心つく前に病死していたが、眼魔が関わる事件を解決したタケルに、度々声を残したこともある。またその経緯については触れられていないが、闘魂ブーストゴースト眼魂の中にその魂が入っていることが示唆されている。
アユム
第50話（最終回）でグレートアイの中から現れた、正体不明の少年。
タケルが世界を救ったことを知りながらも、「未来には絶望があるだけ」と希望を否定しており、「世界を変える力を持つもの」だというライダーガシャットに執着していたことから、仮面ライダーゲンムに狙われていた。後にゲンムの襲撃に遭ったところをタケルとエグゼイドに救われ、彼らが想いを繋げて共闘する姿を見て希望を取り戻し、タケルのことを「聞いていた通りの人だった」と礼を言い、再びグレートアイの中に去っていった。
『仮面ライダーゴースト ファイナルステージ＆番組キャストトークショー』内で上演される『仮面ライダーゴースト ファイナルステージ』の導入として登場したキャラクターで、その正体はデミアプロジェクトの残存データであるグレートデミアが支配する未来の世界で、仮面ライダーゴーストに変身し抵抗を続けているタケルの息子。過去のタケルを殺すことでアユムを消滅させようと目論んだグレートデミアを追って、再びタケルの前に現れ、デミアの要塞に乗り込み、ゴーストへと変身してデミアを倒し、システム中枢のコアを破壊。コアに接続されていたタケルと再会しクロエの元に帰還した。
『小説 仮面ライダーゴースト』
タケルがムゲンゴースト眼魂の力の一部を譲渡し、母であるクロエを蘇生させた際にグレートアイ（フレイヤ）がタケルと同化したことで、クロエにグレートアイの一部を保持した状態で生まれたため、アユムはグレートアイの一部と同化していることが判明した。

### 10年前の関係者
2015年に起こる眼魔の侵攻に対抗しようとした者たち。不滅のガンマイザーに対抗するために多数の英雄や偉人から15人（グリム弟を含めると16人）を選び、ゴーストドライバーを開発していた。
天空寺 龍
#天空寺龍を参照。
仙人
#仙人を参照。
五十嵐 健次郎（）
10年前に龍や西園寺と共にモノリスの研究を行っていた物理学の権威。
龍の死に絶望し、裏切った西園寺に命を狙われたため失踪していたが、研究室で起きた不可思議現象を調査に現れたタケルたちに発見される。一度はタケルから逃げ出すが、タケルの言葉と龍の姿を照らし合わせタケルに10年前の真相を話そうとするが、西園寺が差し向けた青竜刀眼魔の斬撃からタケルを庇って重傷を負う。その際に扇子と共鳴してベンケイゴーストを生み出すきっかけを作った。
その後は長らく入院生活を強いられたが一時的に退院を許され、10年前の真相を話すために大天空寺を訪れる。真相を語った後はタケルたちに後のことを任せ、アカリに自身の手帳を託して去った。

西園寺 主税（）
黒ずくめの服に身を包んだ、陰気な顔つきの中年男。アランの協力者。誰に対しても敬語を崩さない口調で喋る。
目の紋章が描かれた魔法陣らしき紙にスポイトから液体を垂らすことで眼魔を召喚する。世間では「願いを叶えてくれる謎の人物」として噂が広がっており、英雄への思い（憧れや尊敬など）を持つ人物に接触し眼魔を呼び寄せてその能力で願いを叶えさせようとしているが、ゴーストにより何度も阻止されているため、アランから非難されることもある。
眼魔たちとは違い、思いを抱く人間を死に至らしめることなくパーカーゴーストを生み出し、鞄に仕込んだ試作品のプロトドライバーで眼魂に封印することもできる。
10年前は考古学者としてモノリスのある大天空寺を訪れ、ゴーストハンターとして龍や五十嵐博士と共にモノリスの研究を行っていたが、その過程で眼魔世界にアクセスしたことでイゴールから取り引きを持ちかけられ、プロトドライバーが完成した直後に二人を裏切る。その際に生きた人間のサンプルとして事故を装ってマコトとカノンを眼魔世界に転送したが、10年後に眼魔世界から帰還したマコトにはその原因が龍だと偽っていた。眼魔側との取引条件としてプロトドライバー一つと、英雄の遺物を持ち去っている。『アラン英雄伝』ではゴースト眼魂を3つ所有したころにアランと接触している。たこ焼きが好き。
全ての英雄の眼魂を揃えた後、大天空寺の地下研究室で召喚したグレートアイに「全てのものを支配する力が欲しい」と願うが、ゴーストドライバーを持っていなかったことで願いは叶わず、自身が粒子化してモノリスに吸い込まれるという敢え無い最期を遂げた。
『真相！英雄眼魂のひみつ！』
テレビシリーズ最終回から1年経過後、眼魔世界でブランク眼魂を媒体に復活し、再びタケルたちの前に現れ過去の出来事を語る。その身体は人間ではない存在に変わっている。そして、グレートアイによって願いを叶えようとしたが、タケルたちからグレートアイが消えたことを聞かされ、彼らの元を去る。
『ゴースト RE:BIRTH 仮面ライダースペクター』
再登場し、ダントンがカノンを「失敗作」と罵り殺害しようとしたところを庇って致命傷を負う。最期はマコトに「妹を大切にしなさい」と告げ、「これで私も英雄になれたか？天空寺龍よ…」と呟きながら光の粒子となって消滅した。

### 英雄のパーカーゴースト
15個のゴースト眼魂に封じられた英雄の魂。ガンマイザーへの対抗手段として龍たちが選び抜いた戦力の一部である。
普段はパーカーとして仮面ライダーに力を与えているが、黒一色の人型がパーカーを着た姿にも実体化でき、その姿で独立して仮面ライダーと共闘することもあり、自分の意志を持ち、言語も話せる。英雄の個性に合わせて、眼魂の中の世界の空間も異なっている。
第49話でタケルが復活した後、紋章が消えたため上空から落下していくタケルを助け無事着地させると全員消滅した。
- 眼魂が目玉をモチーフとしているため、人間に憑依した際は眼の色をカラーコンタクトで変えている[27]。

ムサシゴースト
タケルが所有していた刀の鍔が変化したゴースト。最初にタケルに話し掛けたゴーストでもある。
眼魂の中は道場となっており、自身はそこに座っている。
タケルを最初に眼魂の中に入れ、タケルに「全ての英雄のゴーストがタケルたちに協力的とは限らない」と語り、「決して折れない心を持て」と伝える。
タケルたちが一度目の帰還をした後、他のゴーストを統率してアイコンドライバーGを起動させている。
ガンマイザーに敗れた後は、「英雄の力では、もはやガンマイザーに対抗できない」という仙人の言葉に反発するタケルの成長を喜びながらも、「儂らの役目は終わった」として眼魔たちとの戦いから身を引こうとするが、それでも英雄の力を信じ必要とするタケルに共感し、他の英雄のゴーストたちと共に再びタケルと力を合わせて戦い続けることを誓う。
現在の姿はゴーストドライバーと眼魂の力によるもので、10年前に龍が刀の鍔と眼の紋章を用いて召喚した際の姿は赤い目を持つ黒い頭部に巌流島での決闘で着ていたのと同様の服装を纏っていた。
10年前に龍がイーディスと対峙した時にも召喚され、龍と共に戦っている。
戦闘を行う際にはガンガンセイバー二刀流モードを装備する。
対応するガンマイザーはブレード。
- 声を担当した関智一は、年配のイメージで演じており、時代劇風にセリフを喋っている。

宮本武蔵
ムサシゴーストの生前の姿。
眼魂の中の砂浜で、人々の感情がノイズのように頭の中に流れ込む異変に苛まれるタケルに、そのことを克服するきっかけを与えた。
- 英雄ゴーストとの会話劇だけでは観念的になりすぎてしまうため、生身での立ち回りを経て開眼させるものとなった。

エジソンゴースト
園田義則が所有していた電球が変化したゴースト。
眼魂の中は研究室となっている。
眼魔世界に行く方法を模索するタケルの心意気に共感し、眼魂の中にタケルを呼び寄せる。タケルに「1%の閃きが無ければ、99%の努力が無駄になる」、「閃きとは心の中にある答えを感じ取る力」と眼魔世界へ行くヒントを与える。
戦闘を行う際にはガンガンセイバーガンモードを装備する。
対応するガンマイザーはエレクトリック。
- 声を担当した関は、演出側の「ルー大柴のような英語混じり」という要望に基づいて演じている。
- 研究室のシーンは栃木県にあるエジソンミュージアムで撮影された。第2話に登場したエジソンコレクションも同施設の所蔵品を借用したものである。

ロビンゴースト
白瀬マリが豪邸から盗み出した弓矢が変化したゴースト。
眼魂の中は鬱蒼と茂った森林となっている。
アランの言葉に迷いを抱いていたタケルを眼魂の中に入れ、マコトとアランの関係について「二人が親友なら、きっと分かり合えるはずだ」と一方的な正義感を語るタケルに「正義は一つとは限らない」と諌める。
戦闘を行う際には、ガンガンセイバーアローモードを装備する。
対応するガンマイザーはアロー。
- 声を担当した関は、当初古川登志夫が演じるキザなキャラクターをイメージした演技を想定していたが、演出側のイメージに沿って寡黙でニヒルな低音の演技とした。

ニュートンゴースト
ニュートンゴースト眼魂に宿るゴースト。
非科学的で人の内なる力や神秘を信じるヒミコゴーストが苦手で、ヒミコゴーストがタケルに近づく度にタケルから離れ逃げていたが、御成とアカリの関係を見て考えを改め、アカリの提案を受け入れヒミコゴーストと協力している。
対応するガンマイザーはグラビティ。
- 声を担当した関は、自身の持ちネタである「とぼけた老人」に志村けんがコントで演じる神様のイメージを足して演じている。

ビリー・ザ・キッドゴースト
ウエスタンショップの店長が所有していた帽子が変化したゴースト。第39話でカノンに乗り移った。
眼魂の中は西部劇の酒場風になっている。
対応するガンマイザーはライフル。
- 声を担当した関は、カウボーイ風の若者のように喋っており、「ヒーハー！」という掛け声を入れている。

ベートーベンゴースト
君島康介が所有していた楽譜が変化したゴースト。第41話でアカリに乗り移った。
「運命」という言葉に反応してアカリに憑依し、タケルに「怒りに飲まれることなく、怒りの理由を考えて運命と戦え」と語った。
眼魂の中はピアノやバイオリンの置かれた音楽室になっている。
集められたデミアβ版の使用者の魂を救うためにタケルの前に現れ、タケルと協力してイゴールの作った曲を打ち消すための曲を奏でている。
対応するガンマイザーはオシレーション。
- 声を担当した関は、壮年な男性のイメージで『運命』のメロディーに乗せて喋っている。

ベンケイゴースト
五十嵐健次郎が所有していた扇子が変化したゴースト。
眼魂の中は太鼓橋となっている。
タケルを眼魂の中に入れ、視野を広く持って己の信念を貫くことの尊さと周囲の人の意見を聞くことの大切さを説く。
戦闘を行う際にはガンガンセイバーハンマーモードを装備する。
対応するガンマイザーはハンマー。
- 声を担当した関は、演出側の「重い低い感じ」という要望をもとに、ロビンとの差別化として堅いイメージで演じている。

ゴエモンゴースト
御成に乗り移ったゴースト。ゴエモンゴースト眼魂を拾ったことから御成が一番思い入れを持っている。言葉の端々をいちいち大袈裟に見得を切って言う。
ネズミ怪人(ショッカー残党のヤマアラシロイド)の騒動を「鼠小僧の仕業」と勘違いしたことがキッカケで御成に憑依する。
タケルがアランと協力するかどうか迷っている時に自身と鼠小僧は犬猿の仲だったが一度だけ手を組んだと言う話をするが、タケルに生きていた時代が合わないことを指摘されると嘘であることを認めつつ「どデカイことをするときに細かいことは気にしてはいられない」ということを伝える。
戦闘を行う際にはサングラスラッシャーソードモードを装備する。
対応するガンマイザーはスピアー。
- 声を担当した関は、演出側の「歌舞伎のようなケレン味」という要望に基づいて、声色を変えず口調に特徴をつけて演じている。

リョウマゴースト
田村長正に乗り移ったゴースト。大きな夢を好み、人の夢や想いは繋がっていくと信じている。
憑依した時に見えた田村長正が持つ父親の薩之進との確執をタケルに「薩長同盟を結べ」と言って解消させる課題を与える。
タケルが持つ大きな夢に共感し、タケルたちに力を貸す。
戦闘を行う際にはサングラスラッシャーやガンガンセイバーブレードモードを装備し、斬撃と銃撃を使い分ける。
対応するガンマイザーはウィンド。
- 声を担当した関は、同じ時代劇口調のムサシとの対比で壮年のイメージで素に近い声で演じている。
- 長正が眼鏡をかけていたため、憑依した際は上に眼鏡を上げて印象を変えている。

ヒミコゴースト
日野美和子に乗り移ったゴースト。人の力を信じている。
眼魂の中は弥生時代の村となっており、自身はその中の竪穴建物内にいる。
予知能力を持っており、美和子を介してタケルたちに予知を伝えていた。タケルに人の心を集める力があると見極めたあとは、眼魂としてタケルに力を貸す。
人の内なる力や神秘を信じる自身と科学を信じるニュートンゴーストとは相性が悪いと自覚しており「水と油」と表している。
戦闘を行う際にはガンガンセイバーナギナタモードを装備する。
対応するガンマイザーはプラネット。
- プロデューサーの高橋は、ヒーロー番組のメインターゲットは男児であるため、女性キャラには抵抗があったが、「子供はオネエ的なキャラが好き」であることと「女性が一人もいないのはおかしい」ということから選ばれたと語っている。
- 声を担当した関は、当初は女性キャラ以外と依頼され、ユルセン役の悠木が担当する案もあったが、本人の希望により女性も含め全員演じることとなった。関は美輪明宏のような性別を超越したイメージで演じている。神秘的な雰囲気で当初は演じていたが、大げさにリハーサルで演じたことから脱線した面白いキャラとなってしまったため、後半は再び神秘的に修正している。

ツタンカーメンゴースト
ツタンカーメンゴースト眼魂に宿るゴースト。
眼魂の中はピラミッドの石室のようになっている。
タケルと協力し、ガンマイザーに時間を逆行させられて幼児化した大人たちを時空を操る力を使い元に戻した。
戦闘を行う際にはガンガンハンドカマモードを装備する。
対応するガンマイザーはタイム。
- 声を担当した関は、少年王という設定から自身が『ドラえもん』で演じる骨川スネ夫を意識して演じているが、スネ夫に寄せすぎないように利口さを足して「聡明なスネ夫」としている。

ノブナガゴースト
羽柴信良が所有していた書状が変化したゴースト。
眼魂の中はふすまにノブナガ魂の顔が描かれた城の大広間となっている。
マコトを救おうとするタケルに力を貸すと宣言する。その後、タケルとカノンがネクロムスペクターを押さえているうちにツタンカーメンゴーストやフーディーニゴースト眼魂との連携によりドライバーからネクロムゴースト眼魂を取り外し、アランに投げ返した。
戦闘では装備したガンガンハンド銃モードを分身させての一斉射撃を得意とする。
対応するガンマイザーはファイヤー。
- 声を担当した関は、若本規夫が『戦国BASARA』で演じた織田信長のイメージで演じている。

フーディーニゴースト
白井ユキに乗り移ったゴースト。英雄のパーカーゴーストの中で一番我が強く、最初は所有者であるマコトになかなか力を貸そうとしなかったり、マコトの体を鍵付きの鎖で縛り付けマシンフーディーを遠隔操作して彼に襲い掛かったりした。第15話にてマコトの「力を貸してくれ」という発言を受け遂に彼に力を貸した。その経緯から、マコトから「頑固な脱出王」と称された。また自身もゴーストに関わらず、霊の存在は否定している。
死んだ父親に会いたいと願う白井ユキに憑依し、自らの生前の経験から「死んだ人間と会いたいと思えば悲劇が起こる」とタケルたちに彼女を説得し諦めさせろと主張する。その後は、依頼主の意志を尊重しようとするタケルに試練を与えるかのように傍観していたが、やがてタケルたちに協力するようになる。
掌から数本の鎖を放つことができる。
対応するガンマイザーはマグネティック。
- 声を担当した関は、スーツアクターがしていたマイケル・ジャクソンの動きから「ポォ～～～！」という奇声を入れ、ロビンで用いる予定であった古川登志夫のキザな声で演じている。

グリムゴースト
片桐ユウイチに乗り移ったゴースト。グリム兄弟2人の魂が一体化している緑色の目を持ったゴーストであるが、場合によっては目が青い兄と目がオレンジ色の弟に分離してしまう。2人の意見が対立するとグレイトフル魂が維持できなくなるという影響を及ぼし、眼魔の変身も許してしまう。
眼魂の中は書斎のようになっており、書籍がたくさん陳列されている。
兄は厳格な性格であるが、弟は楽観的な性格をしている。第34話で楽しさについての価値観の相違から兄弟喧嘩となりグレイトフル魂の行動を阻害し、攻撃を受けてグレイトフル魂の変身が解除されて分離した所をイゴールに拾われてしまい、第35話で能力を悪用されてしまう。
タケルの言葉で楽しさは無限に広がって人を繋げることを思い出し、仲直りしたことで元の1体に戻る。
対応するガンマイザーはクライメット。
- 声を担当した関は、兄弟で2役演じるとは想定しておらずネタ切れに近い状態であったため、映像側の演出に合わせる形で口やかましい大人の兄、ハナタレ小僧のようなアホっぽい弟として演じている。一体化した後の演技は『ドラゴンボール』のフュージョンのように別々に録った兄弟の声を重ねている。

サンゾウゴースト
ホナミに乗り移ったゴースト。
眼魂の中には中国の山奥のような景色が広がっている。
ガンマイザー・ウィンドに敗れ落ち込むアランに「信念を見失っている」と指摘。彼を「修練の場」と呼ばれる異世界に送り込み、実体化した従者のサル・ブタ・カッパによる手ほどきを受けさせた。
対応するガンマイザーはリキッド。
- 声を担当した関は、テレビドラマ『西遊記』の夏目雅子など女性的なイメージではヒミコと被るため、お経のような感情を入れない喋り方で演じている。

### 眼魔に関わった人物
西園寺 主税
#西園寺主税を参照。
スティーブ・ビルズ
ネットワーク関連企業「ディープコネクト」社長。
眼魔眼魂に体を乗っ取られ、イゴールが計画するデミアプロジェクトを推し進めている。
ユキによる父親探しの際、タケルたちと接触した際は疑いを持たれないように友好的に接しており、以後アカリたちと接する際には協力的な態度をとっているふりをしていた。
デミアプロジェクトの開始後、彼を操っていた眼魔眼魂をネクロムによって破壊され、正気に戻る。そして、御成たちから眼魔眼魂に操られていたときのことを聞かされ、デミアの使用を中止させるため自社スタジオで会見を開くがアデルに妨害され、その後御成たちと避難している途中にアデルの顔へと変貌し動かなくなってしまう。
『小説 仮面ライダーゴースト』では、デミアを安全に進化させたビルズシステムを普及させたことが触れられている。

### 眼魔世界の住人

#### アランの家族
アラン
仮面ライダーの変身者を参照。
アドニス
アランたちの父であり眼魔世界の大帝。白の制服を纏った壮年の男性。アランから「全てを兼ね備えた完璧な存在」と尊敬されている。
15の石版が祀られている祈りの間で呪文を詠唱しており、アデルによって幽閉されてなおその習慣は続けている。
かつては「完璧なる世界には、心も個人も不要」という理想を掲げていたが、マコトのことで悩むアランに「迷ったときは自分の心に従え」という言葉をかけた。
祈りをする曰く神聖な場所に足を運んだアデルに対しては叱責するも、アランには自らその場所に呼び出すなど、兄弟への扱いの違いが見られる。
祈りの最中、不満を爆発させたアデルの反逆に遭い、眼魔眼魂を破壊される。その後、生身の肉体で蘇るも結界に閉じ込められ、自身を探していたアリアにアデルのことを頼んだ。眼魔世界に侵入したタケルが結界を破壊したことでアランと再会できたが、眼魔スペリオルの攻撃からアランを庇って致命傷を負ってしまう。最後はアランに「愛している」と伝え、アデルの攻撃によって完全に消滅した。
かつて、力の根源に選ばれたアドニスが妻のアリシアと長男のアルゴス、さらに多くの同胞を病によって失ったことで誰も死なない完璧な世界を作り上げようとした結果失敗した世界が今の眼魔世界であることがイーディスによって語られた。
アデルに殺害される前、アデルが理想に対してあまりにも純粋であり、力の根源の使い方を誤ることを恐れ、彼を祈りの間へ近づけさせないようにしていたことがアリアによって語られた。
『仮面ライダーゴースト超全集』では、元々は弥生時代の地球人であったとされているが、『小説 仮面ライダーゴースト〜未来への記憶〜』に掲載された全史ではより厳密な紀元前3世紀とされている。
- 祈りの間で詠唱している呪文は15人の偉人の名前を元に作られている。

アデル
アランの兄でアリアの弟。黒の制服を纏った男性。手からエネルギー波を発することができ、後述のアドニスとアランの眼魔眼魂を破壊している。眼魔世界の玉座に座り、アランの動向を監視している。父のアドニスからはアランとの対応の違いなど、厳格に扱われている節がある。
幼いころに母のアリシアが亡くなった時、アリシアの棺の周りで悲しみに暮れる自分たちに何も言わずにその場を立ち去った父のアドニスを見て「父は、家族である私たちを見捨てた」と思い込み、家族に対して否定的な考えを持つようになった。
そして心を説き自らを蔑ろにするアドニスに「父は、自らの想いを必死で実現しようと努力していた私を裏切った」と誤解して不満を抱き、「完璧な世界を守るため」という名目のもと、アドニスの眼魔眼魂を破壊して肉体を幽閉する。その罪をアランに着せた上に自ら次代の大帝となると宣言する。その後、ガンマイザーという戦力を手に入れたことで生身のアドニスを用済みとして殺害した。
タケルがムゲン魂となったことで、独断行動を行うようになったガンマイザーに対して苛立ちを募らせるようになる。第37話にて、ゴーストムゲン魂によってガンマイザーが次々と消滅させられる状況に焦り、ガンマイザーたちに促されるまま、彼らと一体化することを決意する。
ガンマイザーとの一体化でさらなる力を得たことにより、「自分こそが完璧な存在である」という傲慢な考えに拍車がかかり、自らの暴走を止めようとする姉のアリアやイーディスを「不完全な存在」と決めつけ排除しようとする。
ガンマイザーから力の根源に辿り着くための鍵がタケルであると聞き、人間界に侵入する。タケルに一騎討ちを挑み、4体のガンマイザーを武器として使用し激戦を繰り広げるも敗れ、タケルが差し伸べた手を振り払い何かを悟って眼魔世界に戻る。そして「完全な世界を作っても無駄」「私自身が世界になる」という意味深な言葉を呟くと自らの眼魂を砕き消滅した。その後は生身の肉体で目覚め、イゴールに長官への昇進を言い渡すとともにデミアプロジェクトを進めるよう命じた。そして、アドニスやアルゴスと同じ白い軍服を纏い、融合した根源の力でこれまでにタケルたちに倒されたガンマイザーを復活させ、Cマコトを統一強化させた。三人の仮面ライダーによって破壊されたデミア本サーバーに成り代わり、デミアの端末を装着した世界中の人々の精神と繋がる。その直後のタケルとの交戦中、（一瞬ではあるが）互いの過去が垣間見える現象が起こり、「タケルに精神を干渉された」として不快感を露にし、一時退却する。そして、情報操作によるデミア推進を行うと共に、ガンマイザーたちにタケルと彼の仲間の排除を命じる。さらに、根源の力と融合したことでカプセルに肉体を保存していた眼魔世界の民を消滅させたり、眼魔の民と同様の端末であるイゴールやジャイロに対する精神支配を行うなど、同胞をも省みない暴挙に乗り出す。その後、ビルズの会見を妨害し、その際に「お前たち全てが私となるのだ」と言い放ち、ビルズを含むデミア使用者を自身の顔に変貌させた。
最終決戦でタケルが見たアデルの記憶やアリアの回想に幼少の姿が登場した。その際、10年前に龍を殺していたことが判明する。
パーフェクト・ガンマイザーに変身し眼魔世界に侵入したタケルたちと交戦し、ディープスペクターとネクロムを変身解除に追い込む。しかし、タケルとの二度目の精神干渉とアリアの説得により、父のアドニスへの誤解が解け自らの過ちを償うために融合していたガンマイザーたちを解放する。その直後、自我を得ていたガンマイザーたちに強制的に融合させられパーフェクト・ガンマイザーとなるも、タケルに「私をガンマイザーから解放してくれ」と頼む。最期はゴーストムゲン魂のカナシミブレイクを受け倒されるとタケルとアリアに感謝の言葉を述べ、アランに「いつかは新しい家族を作れ。お前は間違えるな」と言い残し完全に消滅した。
- 龍を殺害した人物を他のキャラクターとする案もあったが、アデルがラスボスに位置づけられたため安易にタケルとつながることができない障害として設定された。
- 世界の人々がアデルの顔になるのは、大勢の場合は合成でアデルの顔をエキストラの顔にはめ込み、漁港など少数の場合は実際に真山が衣装を着て撮影している。

アリア
大帝一家の長女で、アランとアデルの姉。眼魔世界にやって来たばかりのマコトとカノンをアランに引き合わせた。
深海兄妹のことを今でも気にかけており、「マコトたちとまた一緒に過ごしたい」と願っている一方で、マコトたちと人間世界で暮らすことについては、「自分には眼魔世界で果たさなければならない責任がある」として拒否している。
アデルがアドニスを襲って罪をアランに着せたことをいち早く察し、マコトにそのことを伝えた。
その後、アドニスを発見するも、アデルが張っていた結界に阻まれ救出は叶わなかった。
眼魔スペリオルたちに追われるタケルとアランの手助けをする際に、タケルから、父のアドニスがアデルに殺されたことを知りショックを受けながらも、タケルたちが追っ手から逃げるための時間稼ぎを引き受ける。
アデルの暴走を止めようと眼魂を使って仮面ライダーダークネクロムP（）に変身して戦いを挑むが2体のガンマイザーによって倒され、眼魔眼魂を破壊されてしまった。生身の身体で目覚めたところを自らの偉業を見届けさせるためにアデルの命で眼魔コマンドにより拘束された。
第45話のタケルが見たアデルの記憶やアリアの回想に幼少の姿が登場した。
最終決戦ではアデルに精神支配を受け「私は世界の一部」と言った後、ひざまずいたまま動かなくなったが、タケルのアデルへの二度目の精神干渉によってアデルの精神支配から解放され、タケルが精神世界への干渉をしたアデルに父のアドニスが家族であるアランたちを愛していたことを伝えた。その後、一人だけ眼魔世界へと戻り、復活した眼魔世界の住民たちを見届けた。

アリシア
アドニスの妻でアランたちの母。故人。アリアと瓜二つの顔をしている。眼魔世界に移住した際に赤い空間の影響で命を落とす。
第45話や第47話・第48話のタケルが見たアデルの記憶やアリアの回想に登場した。

#### 人間体を持つ眼魔
眼魔世界の幹部たち。
イーディス
仙人と瓜二つの顔立ちをした眼魔世界の長官。銀色の制服を纏っている。
アランの父であるアドニスからは「我が友」と呼ばれていたが、クーデターを起こし新たな大帝となったアデルにもそのまま仕えている。
何らかの目的のためにマコトにゴーストドライバーとスペクターゴースト眼魂を渡した人物であり、復活したマコトをそそのかし、ディープスペクターゴースト眼魂の譲渡を許す。
力の根源と繋がろうとするアデルを止めるためにマコトに協力を求めるが、ガンマイザーによってゲートが封鎖され援護が来ないことを知ると、単身でアデルの元へ行き「自己進化し自我を持ち始めたガンマイザーはアデルの手に負えなくなる」と説得を試みる。しかし聞く耳を持たなかったため、眼魔ウルティマ・エボニーに変身し、アデルをゲートに引きずり込み人間世界に移動する。
人間世界で、アデルが変身したパーフェクト・ガンマイザーに戦いを挑むものの敗北し、変身が解除され絶体絶命の窮地に陥ったが、タケルたち3人に助けられ大天空寺で治療を受ける。そこでタケルたちに眼魔世界の誕生の秘密と眼魂とガンマイザーはイーディス自身が開発したものであることを語る。その後、アデルの攻撃で重傷を負ったアランとアランを庇って傷を負ったタケルをアデルの攻撃から庇い退却するが眼魂が限界に達し消滅してしまうが、安全な場所に隠してあった身体に戻ると自身の身を案じるタケルらの前に姿を現すが、慌てていたためユルセンに指摘されるまで仙人の服装でいたことに気付かず、自身が仙人であることをタケルたちに知られてしまう。
タケルが見たイーディスの記憶から断片的にだが、カプセルに入った眼魔世界の住人が消える姿を目撃し、人間世界で対峙した龍に戦いを挑むが、ただの人間と馬鹿にしていた龍と龍の召喚したムサシの連携攻撃の前に敗れたことと、龍の「人間は何度でもやり直せる」という言葉で自らの過ちに気付き、龍と共に研究を始めたことが明かされた。
- 初登場のころはおそらく仙人と同一人物であるという程度であったため、あくまでも別人として演じている。仙人と同一人物であったことが明かされる展開については、少し深刻になる手もあったが、竹中ありきでトボけた感じとなった。

ジャベル
大帝であるアドニスからアランの補佐を命じられてやってきた眼魔世界の幹部の男。黒い制服を纏っている。
普段は人間に擬態しているが専用の眼魔眼魂を使って眼魔スペリオルに変身し、ゴーストとスペクターを圧倒するほどの強力な力を発揮する。その実力は生身の肉体の状態で変身した眼魔スペリオルでイゴールが変身した眼魔スペリオル・ナイフを変身解除に追い込むほど。
アランの忠実な部下として活動し、彼の意に沿わない言動を取る者やアランの障害となり得る者に対しては容赦がない。だが、アデルからの命令で眼魂の秘密をアランに隠している。また強い者と渡り合うことを喜びとする好戦的な一面も持つ。第38話では、三人の仮面ライダーに敗れたことで自暴自棄になって塞ぎ込んだりするなど、人間臭い素振りを見せている。
大天空寺の上空にグレートアイが出現した際、独断で4体のグンダリを使役し、そのグンダリがゴーストとスペクターに倒されたことでアランから叱責され、さらに眼魂に関する隠し事についても疑いの目を向けられる。その失態を隠蔽するためにゴーストとスペクターを抹殺しようと、アランが眼魔世界に一時的に戻った隙にゴーストを強襲。後に駆け付けたスペクターも圧倒するが、闘魂ブースト魂となったゴーストに敗れ、眼魂を破壊された。
第15話でアランによって復活。カノンを人質として連れ去り、グンダリと融合してゴーストたちを追い詰めるがフーディーニ魂に変身したスペクターに敗れる。
タケルたちが眼魔世界に来た際、生身の肉体で復活。アデルから授かったウルティマ用の眼魔眼魂で眼魔ウルティマに変身し、アランを抹殺しようとする。しかし、グレイトフル魂となったゴーストとの戦いで祈りの間から現れたモノリス形態のガンマイザーに力を注がれて眼魔ウルティマ・ファイヤーに変貌。人格まで乗っ取られた状態で戦うも敗北し、元のジャベルに戻った。大帝であるアデルの命令を実行するため、負傷した状態でアランに戦いを挑むが相打ちとなって互いに変身が解けてしまい、満足できる戦いができない生身の肉体である自身とアランのことを「惨め」と言い残して立ち去る。赤いオーロラの特殊な大気の影響で体力を失い、イゴールからも「廃棄処分」と言われ、満身創痍の状態で大天空寺に辿り着き、御成に出会い襲いかかるが寸前で力尽きてしまう。そこで自分の死を悟るが、慈悲の心を持つ御成によって特効薬の中和剤とおにぎりを与えられ、体調が回復する。続く第28話では一宿一飯の恩義を返すため、御成たちを襲っていた眼魔スペリオル・ナイフを退け立ち去った。
最後の決着をつけるべくアランの前に現れて戦いを挑むが、常に自らが前に出て戦うアランが新たな武器と、実体化したサル・ブタ・カッパと共に放つ技を身に付けたネクロムサンゾウ魂に敗れ、アランから敗因を指摘され、仲間という存在に興味を持った。ゴーストやスペクターに続きネクロムにまで敗れたことで生きる意味を失い、眼魔スペリオルの姿で森で暴れているところに、鬼が出たと連絡を受けたタケルたちに見つかり、再び闘魂ブースト魂に敗北したところを御成から慰められるが逃げ出し、御成と共に川に落下する。その後、御成に助けられ生きる意味は生涯をかけて見つけるものという言葉、おにぎりとメンチカツを与えられた。タケルが英雄のゴーストたちと協力してジャイロを撃破するのを見届けた後、姿をくらます。
最終決戦では町の人々の顔がアデルの顔に変化し動かなくなったのを目の当たりにしている。アデルの死後、グレートアイザーが変化したアイザージャイアントの攻撃からアランを庇って消滅したが、タケルの願いを聞き入れたグレートアイによって他の人間世界や眼魔世界の住民と共に元に戻った。
戦いが終息した後は御成に弟子入りし、雑巾掛けなど修行に精を出している。
- ヒゲは、衣装合わせの段階で生えており、それが「無骨な軍人テイストのキャラクター」という方向性にはまったため、そのまま採用となった。初期のころは感情を出さず、エリート軍人らしいキレのいい動きを意識しており、アランに対しての忠誠の証として手を胸に添えたお辞儀をしており、生身の状態になって以降は少しずつ感情を豊かにしており、知らないものに対するリアクションに気を遣っている。第37話でのアクションは『獣拳戦隊ゲキレンジャー』で聡太郎が演じたゲキチョッパーの名乗りの要素が盛り込まれている。

『ゴースト RE:BIRTH 仮面ライダースペクター』
御成に代わって大天空寺の新たな住職となり、タケルの勉強を修行として教えていた。なお、御成とは何らかの理由で犬猿の仲となっている。

イゴール
眼魔世界の幹部で、冥術学者（現実における科学者）。武闘派のジャベルとは正反対で、自身を唯一無二の頭脳と豪語する男性。グレーの制服を纏い、額にゴーグルを付けている。
完璧な世界を望んでおり、統合と調和のためには不確定な要素を一切排除するべしと考えるマッドサイエンティスト。人間は不完全と見ており、アカリからは「KMS（完璧なるマッドサイエンティスト）」と呼ばれ敵視されている。直接の主従関係ではないアランに対しては、慇懃無礼な態度をとっており、次第に相手を問わず敬語で話すことが多くなる。また、目的のためなら手段を選ばない卑劣漢にして冷血漢で、画材眼魔が自身の目的に反対した際は容赦なく抹殺しようとしたり、騎士道精神を持つ甲冑眼魔の「騎士の名に恥じぬ」という言葉に対して、不合理だと切り捨て甲冑眼魔の心を支配して、御成やシブヤ、ナリタの魂を盾にしてタケルの持つ眼魂を狙わせた。目的通りにタケルから英雄の眼魂を渡されるが、眼魂と引き換えに御成たちの魂を返却する約束を反故にした。さらにはアデルからの連絡を受けたのか、眼魔をけしかけてアランを抹殺しようと企み、生身となった影響で力が衰えたジャベルをも「廃棄処分」だとして見下す。
その後、「裏切り者」の画材眼魔とスランプに陥り逃げ出した音符眼魔を「不良品」として始末しようとするも、御成への恩を返そうとするジャベルに妨害される。それでもジャベルたちの心を理解しようとせずに「不良品」呼ばわりしたことでアカリの怒りを買い、強烈な平手打ちを受け、泣きながら撤退した。
ディープコネクト社に目を付け乗り込んできたタケルたちに眼魔眼魂で操っているビルズ社長を使い虚偽の潜伏場所を教えて罠を仕掛け、事件が解決したと思わせてディープコネクト社への疑惑の目を晴らした。また、ディープコネクト社に潜入したアカリに二度目の平手打ちを受け、憤慨した。それ以降、アカリに平手打ちされたことを根に持ち続け、彼女への敵意を募らせる。さらに、アカリがアイドルとして成功したことに「不合理」と憤慨し、彼女に三度目の平手打ちを受けた。アリアからも平手打ちを受け、アカリから受けた平手打ちを含めて四度目となった。その後部下を引き連れてゴースト・スペクター・ネクロムと戦うも、ムゲン魂のゴーストに手も足も出ずに敗れ、眼魂を破壊された。
第40話で復活し、アデルに倒されたイーディスの様子を見て、自らが長官の地位に近づいたことを喜んでいた。そして遂にアデルより長官への昇進を言い渡されたが、アカリから四度目の平手打ちを受け、アリアから受けた平手打ちも含めて五度目となった。それ以後はデミアを成功させ、アデルの完璧な世界の一歩を生み出す。しかし、その身は端末であるがゆえに、超常的な力を得たアデルの意志の介入で自身の精神を汚染されつつあり、時折アデルの顔に変貌するようになり、そのことを恐れ、すぐに計画を中止するように緊急放送を乗っ取ったアデルへモニター越しに訴えたが、その直後に精神を乗っ取られ、アデルの操り人形となってしまうも、アカリから平手打ちの三連発（通算八度目）を受けて正気に戻るが、最期はアカリと御成を庇って眼魔からの攻撃を受け「愛、なんと不条理な…」と呟きながらアカリの目の前で消滅し、眼魂も破壊されたが、グレートアイザーが倒され、眼魂システムが消滅したことで、他の眼魔世界の住民と共に生身の身体で復活した。
眼魔眼魂（変身用）を使い眼魔スペリオル・パーフェクトに変身する。
- 脚本の長谷川は、眼魔世界の説明役として登場させるものとなったものの、科学者でもマッドサイエンティストは前作『ドライブ』の蛮野がいたため、その差別化から脚本では異なるイメージで書かれていたが、イゴールを演じる山本の演技によって個性付けがされたものと語っている。
- 子供の注意を引くため、話し方や動きを普段よりオーバーにしている。

『真相！英雄眼魂のひみつ！』
作中には登場していないが、眼魔世界にある部屋には西園寺のコレクションがあり、これらを基に眼魔を作り出していたことが判明する。
『ゴースト RE:BIRTH 仮面ライダースペクター』
眼魔世界にてアカリと共に眼魔世界の空を青くするための研究をしている。
『小説 仮面ライダーゴースト』
第二章では、西園寺の計画に協力していたことが明かされる。

ジャイロ
第31話から新たに送り込まれた眼魔世界の幹部の男。アランのことを「アラン坊ちゃま」または「お坊ちゃま」と呼んでいる。ジャベル同様眼魔世界の黒い制服を纏い、額に黒いバンダナを巻いている。
かつてアランに戦闘訓練を施した教官で、ゴースト・スペクター・ネクロムの3人を同時に相手にしても互角以上に立ち回るほど戦闘能力は極めて高い。アランからは「危険な男」、イゴールからは「不気味」と評された。
人間界と眼魔世界を繋ぐゲートの破壊を始めたタケルたちの前に2体の眼魔スペリオルと共に姿を現し、アランに再教育を施すと言って戦いを挑んだ。
ゲートの破壊に現れたマコトとアランの前に再び姿を現し、ネクロムとディープスペクターを圧倒し、変身が解除されたアランの命を奪おうとするが、ゲキコウモードとなったディープスペクターにゲートから眼魔世界に押し返された上、ゲートも破壊されてしまった。
大帝であるアデル自ら戦いに赴いたことで自分の存在意義をかけてタケルに戦いを挑む。ムゲン魂に変身するよう強要するが、あくまでも英雄の力を信じるタケルがオレ魂で立ち向かってきたため、激昂し一方的に痛めつけるが、タケルが再び英雄と心を繋いだことで逆転され、ゴーストのムサシ〜ヒミコの連続パーカーチェンジに翻弄された上で15人のパーカーゴーストとグレイトフル魂が同時に放ったメガオメガフォーメーションの前に敗れた。
デミアが起動した後は、アデルの力で眼魔世界の民が消えていくさまを目撃しアデルに進言するも端末であるため、超常的な存在となったアデルの力で精神を乗っ取られ、自我を失いアデルの命令通りに動く人形となるが、アデルの死後にグレートアイザーが倒され、眼魂システムが消滅したことで、他の眼魔世界の住民と共に生身の身体で復活した。
- 当初は1回のみ登場する予定であり、高岩成二が起用されたのもそのためであったが、第38話で15人の英雄と対決する強敵に相応しい相手として選ばれ、以後も継続して登場するに至った。
- 高岩のアイデアで頭に布を巻いている。

『ゴースト RE:BIRTH 仮面ライダースペクター』
眼魔牢獄から脱獄したダントンと対決するが瞬殺された後、ダントンに吸収され死亡する。

コピー・マコト（Cマコト）
第36話から登場する、マコトと瓜二つの顔立ちをした謎の人物。複数存在する。
仮面ライダースペクターのみに変身し、本物のマコトが変身するディープスペクターと互角に渡り合う力を持つが最後には必ず倒され、倒されることで本物のマコトを苦しめている。何度も本物のマコトの前に現れては、「お前は本当に自分が本物だと言い切れるのか？」などと、意味深な言葉を投げかけている。第43話ではガンマイザー15体のモノリスからそれぞれCマコトが出現し、その15体が1体のCマコトに融合して「完璧な俺になった」と発言している。
イーディスによるとこのCマコトはディープスペクターゴースト眼魂を使用したことによりガンマイザーによって生み出されたのではないかと推測している。
本来はアデルの命令を受けるただの人形であったが、第45話以降は自我を持ち始めたガンマイザーのコントロール下に置かれており、ガンマイザーたちが自分たちがより強力な存在へと進化する可能性のための材料としてマコトを選出したため、アデルの命令を無視して本物自身に成り変わるべく暗躍し始める。
後にガンマイザー・クライメットが15体のガンマイザーの力の一部を使って作り出したディープスペクターゴースト眼魂を受け取ると、それ以降は自身も本物のマコトと同じくディープスペクターに変身している。その後本物のマコトと交戦した後、カノンを後ろから急襲しようとするが思い留まり姿を消した。
当初はジャベルやジャイロ同様眼魔世界の黒い制服を纏っていたが、終盤、本物のマコトと同じ青と黒のレザージャケットを着用したことで外見上は本物と見分けがつかなくなったが、カノンやアランには見分けがつく模様。さらに、ディープスペクターゴースト眼魂を通じて本物のマコトの思考を読み取れるようになり、またカノンでさえも見分けがつかなくなる。しかしその一方で、Cマコト自身も自我を得て友達や仲間という言葉に感化されつつあることなどに戸惑いを感じるようになり、危機に陥ったカノンを本物のマコトよりも先に救っている。その後、ガンマイザーに対して本物のマコトと共闘し、最期は瀕死の重傷を負ったマコトに後を託されるがそれを断りマコトと一体化し、傷を癒した。
- プロデューサーの高橋一浩は、3号ライダーの登場後は2号ライダーの存在感が薄くなるとの考えから、カノン復活後のマコトのドラマを描写するためのキャラクターとして創作した旨を述べている。当初は早い段階で登場する予定であった。

『ゴースト RE:BIRTH 仮面ライダースペクター』
ダントンが造り出した失敗作である大量の強化人間の中の一体であることが明かされ、15人のマコトもその大量の強化人間の中からアデルが選んだものである。

### フレイとフレイヤ
アデルの発言からガンマイザーと同じく、グレートアイに接触できる存在であることが示唆されていたが、その正体はグレートアイの人格の一人で、人間として化身する際の姿の1つであった。
- 『伝説！ライダーの魂！』が初登場だが、元々はフレイともどもテレビシリーズ用に創作されたキャラクターであり、プロデューサーの高橋はテレビシリーズへの登場は予定通りであったと述べている[11]。

フレイ
金色の紋章を通じて現れた謎の青年。
テレビシリーズでは第44話の終盤以降フレイヤとともに度々姿を現わしており、データとなったタケルの前に現れ「君が世界を救うカギ」と言い、フレイヤと融合すると金色の紋章を通じて去っていった。もっとも当のタケルは「君たちは？」と問いかけるなど、2人についての記憶がないようなそぶりを見せていた。
『伝説！ライダーの魂！』
ゴーストとスペクターの持つ変身用のゴースト眼魂を除く英雄のゴースト眼魂を奪取し、ハートロイミュード超進化態（初出は『ドライブ』）やテラー・ドーパント（初出は『ダブル』）など、平成仮面ライダーシリーズ第2期のボスクラスの怪人を次々と呼び出す。
あと1つで仮面ライダーの眼魂が揃うという時に現れたシバルバに取り込まれてしまったが、第6章で仮面ライダーの眼魂を揃えたゴーストとスペクターにより救出される。最後は奪取していた眼魂をタケルたちに返却し、フレイヤと一体化した。
フレイヤ
タケルたちの前に現れた謎の少女。長髪でフレイと瓜二つの顔をしている。
テレビシリーズでは第44話の終盤以降フレイとともに度々姿を現わしており、データとなったタケルの前に現れ、フレイと融合しながら「本当の危機が迫っている」と言い金色の紋章を通じて去っていった。
終盤、グレートアイとともにCマコトが使用していたディープスペクターゴースト眼魂に入っていたガンマイザーのバックアップデータに取り込まれ、グレートアイザーとなってしまうも、ガンマイザーたちから解放され、「ガンマイザーに消された人々の復活」というタケルの願いを聞き入れ人々を復活させると、解放された「お礼」と称しタケルに新たな命を与え人間の無限の可能性を賞賛しながら、金色の眼魂に翼が生えたような形に変化し宇宙へと飛び立って行った。
『伝説！ライダーの魂！』
フレイを止めるためにやって来たと言い、タケルたちに仮面ライダーの眼魂を集めるように示唆する。実はフレイと示し合わせてレジェンドライダー眼魂を集めようとしていた。
さらに平成仮面ライダーシリーズ第1期のレジェンドライダー眼魂10個を所持していることが、第3章で判明する。
あと1つでレジェンドライダー眼魂が揃うという時に現れたシバルバに取り込まれてしまったが、第6章でレジェンドライダー眼魂を揃えたゴーストとスペクターにより救出される。最後はフレイと一体化し、フレイが奪取した英雄の眼魂を返却すると同時に、レジェンドライダー眼魂16個を一つにした仮面ライダー45ゴースト眼魂をタケルに授けた後、「本当の危機はこれから訪れる」と言い、金色の紋章を通じて去っていった。
『小説 仮面ライダーゴースト』
第三章では、タケルたちの前に現れ、タケルと同化した。

### 他作品からの登場人物
泊進ノ介
登場作品 - 『仮面ライダードライブ』
第4話の回想シーンに登場。この回想シーンは『仮面ライダードライブ』最終回の一部の流用である。
風切大和/ジュウオウイーグル
登場作品 - 『動物戦隊ジュウオウジャー』
第24話に登場。『ジュウオウジャー』第7話での戦闘の後に偶然再会。ヤマアラシロイドを倒すためにタケルと共闘した。
仮面ライダーゲンム（黒いエグゼイド）
登場作品 - 『仮面ライダーエグゼイド』
第49話・最終話に登場。詳細は仮面ライダーエグゼイドの登場仮面ライダー#仮面ライダーゲンムを参照。
第49話ではマコトとアランが眼魔たちと対峙している時に乱入し、眼魔を一掃するとそのままどこかへ走り去っていった。また最終話でもアユムからシャカリキスポーツガシャットを回収しようとし、それを止めに入ったマコトやアランと戦闘になる。その後、アユムを護るために共闘したゴーストとエグゼイドが、勘違いから諍いになりかけた際にアユムを攻撃し、2人に庇われたアユムが落としたガシャットを拾い回収すると何処ともなく姿を消した。
仮面ライダーエグゼイド
登場作品 - 『仮面ライダーエグゼイド』
最終話に登場。詳細は仮面ライダーエグゼイドの登場仮面ライダー#仮面ライダーエグゼイドを参照。
タケルがバグスターウイルスと戦っている時に忽然と現れる。ゲンムとは異なりあくまで人の命を救いその運命を変える、という目的でガシャットを求めていた。
タケルは先にゲンムに襲われたアランからイラストを見せられていたものの、色などの詳細までは伝えられていなかったため、当初彼がアユムのガシャットを奪おうとしていると判断し諍いになりかけるも、誤解が解けた後は共闘している。

## 仮面ライダー
仮面ライダーゴースト
天空寺タケルが変身する。
仮面ライダースペクター
深海マコトが変身する。
仮面ライダーネクロム
アランが変身する。

## 敵キャラクター

### 眼魔
本作品における敵。読みは「ガンマ」。
眼魔世界の人間から分離された魂がそれぞれ専用の眼魔眼魂によって怪人としての肉体を得た存在。人間が視認できないよう姿を消すことが可能だが、ゴースト眼魂・不知火・クモランタンといったツールを用いて視認や接触を可能とできる。
割り当てられた眼魂によって、以下の眼魔コマンド〜眼魔ウルティマまでのそれぞれ異なる素体を獲得し、戦闘を行う。また一部の素体（テレビシリーズでは主に眼魔アサルト）は人間界の遺物に宿る魂やガンマイザーといった別のものと融合することで、パーカーと装飾を付ける形で取り込んだものに応じた外見と能力を得ることが可能。パーカーを得た眼魔の外見は取り込んだ遺物に関する偉人をモチーフとした姿になる。
眼魔眼魂の状態では人間に憑依することで、人格を封印し操ることが可能。憑依された人間は一切抵抗できず操り人形となるとともに、憑依されている間の記憶も残らないが、憑依されてから99日以内に仮面ライダーなどが目の紋章を描く手順を踏むことで、憑依している眼魂を追い出すことが可能（99日を過ぎてしまうとライダーでも元に戻せない）。また人格を封印する関係上、任務によっては支障が出る場合もあり、必ずしも万能ではない。
- 「肉体と魂が分離している」という設定は、企画初期に仮面ライダーゴーストの設定として考えられていたものを転用している[7]。
- 劇中では語られていないが、遺物と眼魂を使って英雄を憑依させるシステムが、西園寺によって眼魔世界にフィードバックされたという設定である[48]。
- タイツ怪人のようなアプローチで、基本的にシンプルなものとなったが、人間（偉人や英雄）をモチーフとするため、人そのままになってしまうことから、逆にゴテゴテせざるを得なくなってしまった[49]。眼魔コマンドと眼魔アサルトに骨モチーフの意匠を上半身に入れたのはショッカー戦闘員のオマージュとなっており、パーカーを着ることからとにかくシンプルでカッコいいラインとなっている[49]。英雄や偉人から連想される物の眼魔となっているが、デザイン上ではモチーフとなる英雄や偉人から考えられ、名前がそこから決まるという流れとなっている[48][49]。序盤は眼魔アサルトを素体としているため、目や口は眼魔アサルトと同様のものになっているが、造形に関しては毎回新規に作っていることから、途中からは変えている[49]。

眼魔コマンド
眼魔眼魂自体がエネルギーを解放して変化する下級の眼魔。のっぺらぼうのような頭部をしており、黒いパーカーを着用している。
格闘術をメインとし、短剣を装備して戦うが単体での戦闘力と知能は低く、強化した眼魔の指揮下で集団で行動する。

眼魔アサルト
眼魔眼魂自体がエネルギーを解放して変化する通常クラスの眼魔。真っ黒な外見をしている。もっとも容易にエネルギーや物体、遺物に宿る魂との融合による強化変身を果たすことができ、この眼魔アサルトと物質を融合した眼魔が作中ではもっとも一般的に登場する。
パーカーゴーストや別の器物のエネルギーを取り込むことで巨大形態へ変身することも可能。大きなダメージを受けると眼魔アサルトに戻り、分離したパーカーや装飾ともども爆発・消滅する。さらに融合していた器物は元に戻り、眼魂の方は自壊する。
前作『仮面ライダードライブ』最終回にも先行登場している。
- 眼魔コマンドよりも少し上にあるため、顔を変えて炎のように燃えた目を付けている。

#### 眼魔（怪人）
画材眼魔（） / キュビちゃん
画材と融合して誕生した眼魔。様々な色や顔が不規則に混ざり合ったような姿をしており、眼魔の中で唯一両眼が揃っておらず左眼が上側にあるのが特徴。一人称は「我が輩」で「〜なんだな」が口癖。他の眼魔とは異なりあまり悪意は無く、戦闘よりも絵を描くことを好む温厚な性格。
専用の画板を使って絵を描くことで、モデルとした建造物や物体をその絵と同様の様々な色が混じり合った抽象画のように変化させる能力を持つ。描いたものが描かれた紙を破くとモデルとなった物は元に戻る。
人を恐怖に陥れるより、眼魔世界には無かった絵を描くことを楽しみに覚え、ただ純粋に絵を描くことを楽しんでいる。丸い物を描くことを特に美しいと思っており、描く対象に御成の頭も入っている。
タケルからは上記の性格により「友達になろうよ」と何度も誘われ説得されている。反対にイゴールからは初めは彼が絵を描くことに対して計画を進めるために良く思われていたものの徐々に苛立たせる存在となり、しまいには排除の対象とされてしまう。
イゴールの攻撃から守ってくれたタケルの姿を見て心を動かされ、ネクロムスペクターの必殺技をタケルの身代わりとなって受け、倒れてしまう。その際タケルからは死んだと思われていたが、本人は気絶していただけであり、目覚めた後はタケルと本当の意味で友達となった。
その後は大天空寺の居候となり、アカリがキュビと命名し、以後キュビちゃんと呼ばれる。現在は、ひたすら大好きな絵を描いており、カノンとも仲の良い関係になる。また、カノンが倒れた際には、すごく心配していた。スランプに陥ることで写実的な絵しか描けなくなり、自身として満足する絵（抽象画）が描けなくなってしまうも、同じくスランプに陥った音符眼魔と意気投合し、スランプを脱出すべく見分を広げるため音符眼魔とともに諸国を巡る旅に出た。
第41話ではタケル宛に絵はがきを送っている。
最終決戦では旅先で音符眼魔とともに、人々の顔がアデルに変貌し動かなくなる異変に気付き、カノンのことを心配している。音符眼魔と共に帰国しカノンたちと再会するも、直後にアイザージャイアントの力で消滅するが、グレートアイザーが倒されたことで画材眼魔として復活した。その後、眼魂システムの消滅により、眼魔世界の他の人間と同様に人間の姿で復活した。
- モチーフはキュビズム絵画。そのままのモチーフではなく、特定できないところまでモチーフの絵を崩している。正面のみであると立体の把握がしづらいということから側面や背面も描かれている。
- 喋りのイメージは裸の大将。

音符眼魔（）
スカーフと融合して誕生した眼魔。第6話に登場した個体とは別個体。キュビ(画材眼魔)と同様に戦闘を好まず、美しい音楽を作曲したいと考えている善良な性格である。
自身の周囲半径60メートル以内の音を消す能力を持っているが戦闘向きではない。第6話に登場した個体はこの他にも不協和音と共にエネルギー波を放つことができた。
イゴールからデミアプロジェクトのオープニングを飾る音楽の作曲を命じられるが、「私を讃える完璧な曲でなければならない」とするイゴールの度重なるダメ出しによりスランプに陥りイゴールのもとから逃げ出す。その後キュビとカノンに偶然出会い、自分と同じくスランプに陥ったキュビと意気投合するも、イゴールに「不良品」として消去されかけるが、御成に恩を返しに現れたジャベルによってことなきを得る。その後、キュビとともに諸国を巡る旅に出る。
最終決戦では旅先で画材眼魔とともに、人々の顔がアデルに変貌し動かなくなる異変に気付いている。画材眼魔と共に帰国しカノンたちと再会するも、直後にアイザージャイアントの力で消滅するが、グレートアイザーが倒されたことで音符眼魔として復活した。その後眼魂システムの消滅により、眼魔世界の他の人間と同様に人間の姿で復活したと思われる。
『仮面ライダーゴースト ファイナルステージ』ではベートーベン魂に変身していたため、ジャイロにベートーベンがロマン派の先駆けであることから「ロマン」と名付けられた。
- ベートーベン魂がピアノをモチーフとしていることから、モーツァルトをデザインしており、頭が音符となったモーツァルトとなっている。

#### 眼魔スペリオル
眼魔世界の幹部級戦士が、専用の眼魔眼魂を起動して変身する眼魔。単眼や緑色の体色といった外見が特徴。なお、体色の濃さや胸のマークは個体差がある。
眼魔アサルトや眼魔コマンドよりも強い力を持つ。通常は素体のみで活動するが、プロトメガウルオウダーや変身用眼魂といった補助ツールを駆使することで物質との融合による強化が可能となる。
タケルがマコトを追って眼魔世界に侵入して以降はジャベルやイゴール以外の眼魔スペリオルが登場しており、眼魔世界にいる個体は主に警備を担当し、場合によっては他の眼魔を指揮し侵入者の排除に動く。ビームを腕から放つことが可能。
- 目薬をポイントにしており、液体的なモチーフで緑色がキーカラーとなっている[49]。口は緑色のため、仮面ライダー1号のクラッシャーのようにしている[49]。眼の部分は目薬を差しすぎて涙が出ているというデザインとなっている[49]。当初はパーカーを着ないというものでデザインされ、後に別に着るパーカーがデザインされた[49]。

眼魔スペリオル（ジャベル）
ジャベルが変身用眼魔眼魂を使い変身した幹部クラスの眼魔。変身用の眼魔眼魂は幹部クラスの力を持つ者のみが持つことを許されており、眼魔世界ではジャベル以外にも複数存在している。
戦闘では初期のゴーストとスペクターを圧倒するほどの高い格闘能力を有しており、高速移動や掌からエネルギー波を放つことも可能。

眼魔スペリオル・パーフェクト
イゴールが変身用眼魔眼魂を使い変身した眼魔スペリオル。通常の眼魔スペリオルと違い、複眼の奥にネクロムと同様のものが視認でき、変身と同時に銀色のパーカーが装備される。高速移動能力を持つ。
左腕に装着したプロトメガウルオウダーに眼魔眼魂を装填することで、かつて登場した器物と融合した眼魔と同じパーカーと装飾を装備する眼魔チェンジなる力を持つ。
戦闘力そのものは高くないが、上述の眼魔チェンジを使用していればパーカーが先に破壊されるため、必殺技を一度受けただけでは倒れないしぶとさを持つ。

眼魔スペリオル・ナイフ
第18話に登場。眼魔スペリオル・パーフェクトがナイフ眼魔に眼魔チェンジした形態。
両腕に装備した大型の刃による斬撃で人間の肉体から魂を切り離すことができる。背部のタンクから携帯電話の電波を遮断したり不知火・改の弾道を曲げる効力を持つ強力な特殊な磁場を生成する霧を噴射するほか、霧によってエネルギーを補給し、ダメージを回復させる。
ゴーストによって変身用の眼魔眼魂を破壊されたが、第28話で新たな変身用の眼魔眼魂を使用して変身している。
- ジャック・ザ・リッパーをモデルにしているため、その時代の蒸気機関を後ろに背負ったものとなった。当初は狂気に満ちた感じのナイフだったが、怖くなくするため、美容師のハサミのような形となった。デザイン画ではナイフ眼魔ではなく、眼魔スペリオルが着ることから眼魔スペリオル・ナイフとして描かれている。

眼魔スペリオル・マシンガン
第19話に登場。眼魔スペリオル・パーフェクトがマシンガン眼魔に眼魔チェンジした形態。
右腕に装備したマシンガンから高速連射する。

眼魔スペリオル・青竜刀
第20話に登場。眼魔スペリオル・パーフェクトが青竜刀眼魔に眼魔チェンジした形態。
魔偃月（）という青竜刀を使用した斬撃や刺突攻撃を得意とするほか、髭にある竜の口から火炎を放射する。

眼魔スペリオル・ブック
第26話に登場。眼魔スペリオル・パーフェクトがブック眼魔に眼魔チェンジした形態。
分身能力を有するほか、空中に周囲の物体を浮遊させて攻撃する。

眼魔スペリオル・斧
第29話に登場。眼魔スペリオル・パーフェクトが斧眼魔に眼魔チェンジした形態。
胸部に巨大な刃、手持ち武器に斧を装備。周囲にバリアを張ることで攻撃を跳ね返す。第29話では、この姿に変身した直後にアカリに二度目の平手打ちを受け、憤慨した。

眼魔スペリオル・グリム
第35話に登場。眼魔スペリオル・パーフェクトがグリムゴーストを纏ってゴーストチェンジした形態。
相手の意識に干渉させることで幻覚を見せ、仮想現実の世界を自由に書き換えることができ、タケルたちをグリム童話の登場人物そっくりの扮装に変えた。だが、強制的に力を使用しているため、本来の能力は発揮できない。
ムゲン魂と交戦するが圧倒され、タケルの仲間がいれば楽しさは無限に広がるという言葉を受けたグリムゴースト眼魂が離反し、変身が解かれた。

眼魔スペリオル・音符
第43話に登場。眼魔スペリオル・パーフェクトが音符眼魔に眼魔チェンジした形態。
初代音符眼魔同様、不協和音に乗せたエネルギー波を発射するとともに周囲の半径60m以内の音を消すことができる。

#### 眼魔ウルティマ
眼魔世界の特権階級が、専用の眼魔眼魂を起動して変身する眼魔。若干マッシブかつ白色の外見が特徴。
眼魔スペリオルよりも強い力を持つ上、変身者によって異なる特殊能力を獲得するという特性がある。またガンマイザーが強制融合することにより、融合したガンマイザーに応じた能力を獲得しさらに強化されるが、意識をガンマイザーに乗っ取られてしまう。
第34話ではアデルらとは違う個体が存在し、2体の眼魔スペリオルと共に合体攻撃を仕掛けたものの、ネクロムとディープスペクターノブナガ魂の攻撃を受けて敗れた。
- デザインは眼魔ウルティマ・ファイヤーが先に描かれ、パーカーを脱いだ状態として後にデザインされた[49]。パーカーを脱いだ状態がツルンとしており、ふんどしのような股間であったことから、身体と顔の左側に「男一匹」という文字が入っている[49]。

眼魔ウルティマ（ジャベル）
ジャベルが変身用の白い眼魔眼魂を使用して変身した眼魔。
アデルが変身した眼魔ウルティマの能力に加えて、車やゴーストとスペクターの武器を腐食して破壊したり、ネクロムのエネルギーを奪って変身を強制的に解除するといった力を発揮した。

眼魔ウルティマ・ファイヤー
ジャベルが変身した眼魔ウルティマがグレイトフル魂出現と時を同じくして転送された石版から放たれたエネルギーによって進化した姿。この姿になっているときのジャベルに意識がなく、ガンマイザーによって操られていた。
グレイトフル魂に高熱火球を放つなど攻撃を加えるもののオメガドライブを喰らい敗れた。
- 眼魔スペリオルが液体モチーフであったため、火と雷がモチーフとなった。デザイン画では顔に付いた目玉が大きくなっているが、「気持ち悪い」ということから、造形では少し抑え目に目玉の処理が調整された。剣に5つの目玉が付いているのは、デザイン画で大きな目玉が喜ばれていたことの名残りとなっている。

眼魔ウルティマ（アデル）
アデルが変身用の白い眼魔眼魂を使用して変身した眼魔。眼魔世界に潜り込んだスペクターとの戦いで使用した。
闘魂ブースト魂に変身したゴーストとスペクターをまとめて圧倒し、ツタンカーメン魂のオメガファングによって生成されたピラミッド型の異空間も打ち消すなど、高い戦闘能力を見せ付けた。また手から火球やエネルギー波を放つことができ、さらには触れた物を腐食させる、時間を操作してガンガンハンドから発射された弾丸を銃口に押し戻すなどといった能力も発揮している。
ジャベルを生身の肉体で目覚めさせた後は彼に眼魂を譲渡しており、以降はこの姿には変身していない。
眼魔ウルティマ（ジャイロ）
ジャイロが変身用の白い眼魔眼魂を使用して変身した眼魔。
戦闘では徒手空拳の他に手から青白いエネルギー弾を放つ。拳に雷撃を纏わせ威力を上げることも可能。
また、初登場時には甲冑眼魔の物と同型の西洋剣シュライバーを使用したり、対象の時間を巻き戻すことでガンマイザー・ファイヤーすら倒したゴーストグレイトフル魂・スペクター・ネクロムの3人同時攻撃を無効化した。

眼魔ウルティマ・エボニー
イーディスが変身用の金の眼魔眼魂を使用して変身した漆黒の眼魔ウルティマ。眼魔ウルティマと同程度の戦闘力を備え、互角にガンマイザーと立ち向かえるよう危機的状況から安全かつ速やかに退避できるよう、運動速度が高く設定され、護身用に装甲の耐久性が強化されている。

#### 眼魔関連のアイテム
眼魔眼魂（）
ゴースト眼魂に似た目玉型のアイテム。大きく二種類存在し、一つは個人の魂を内包した物と、エネルギーを解放することで強化スーツを発生させ眼魔スペリオルや眼魔ウルティマに変身することができる戦闘用が存在する。
片方の眼魂が見た映像をもう片方の眼魂で映し出すという監視カメラとして使うことができる。その他にも通信機としても使用でき、第41話ではイーディスがマコトのコブラケータイとの通話に使用している。
- 『W』のミュージアム側のガイアメモリや『フォーゼ』のゾディアーツスイッチのアプローチのように、メカっぽいゴースト眼魂に対し、クリーチャーのようにアレンジしている。

プロトメガウルオウダー
イゴールとアリアが所有するメガウルオウダーの試作品。眼魂をセットすることでその眼魂の力を取り込んだ形態に変身できる眼魔チェンジを発動する。
アリアはダークネクロムピンクへの変身に使用している。

### ガンマイザー
眼魔世界に君臨する「眼魔世界を護る存在」を自称する15体の守護神。待機時は、祈りの間で固有の紋章が刻まれた板状の形態で空中に安置されている。全個体はそれぞれに明確な自我は無く、他者との関わりは機械的な発言や対応をする。グレートアイを守護することとアドニス以外のグレートアイと繋がろうとする世界を脅かす脅威と認識した対象を戦闘により速やかに消去・排除することを行動原理とするセキュリティシステムとなっている。
15の英雄の眼魂に干渉する機能を持ち、英雄の眼魂の活動を阻害してしまう力を持つ。またそれぞれに固有の特殊能力を有し、敵とみなす者や脅威を感じる者が出現する戦闘形態となり絶大なパワーを発揮する。その最大の特性は不滅といえるほどの再生能力と自らを成長させる学習能力で、例え倒され跡形もなく破壊されてもモノリスとして祈りの間へ回帰し、以前よりも強化され復活を果たし進化する力を持つ。
初期は、モノリスの状態で無機質な女性の声で対応していたが、アデルが主となって以降は白いスーツを着用したアデルの姿を模した人間態で具現化するようになる。
物語の当初は休眠状態であったが、15の英雄眼魂を集めグレートアイにアクセスしたタケルの存在を感知し起動、危険分子の排除のために間接的な干渉を行っていたが、後に眼魔世界へ侵入したタケルの危険度の上昇を確認し直接的な排除を開始する。
再び15個の英雄の眼魂を集めたタケルが願いを叶えようとしたところ、グレートアイに干渉し、その願いの成就を阻害した。新大帝になったアデルを自身の新しい主と定めファイヤーのプレートがアデルの中に侵入してアデルの記憶を吸収してアデルの姿で具現化された。
当初は、アデルの命によりタケルたちを襲撃していたが、無限の力を持つゴーストムゲン魂によって再生能力を無効化されて1体ずつ減らされる事態が発生し、排除対象であったタケルの無限の力に興味を持ちは始め独断でゴーストに接触するなど自律行動を開始するようになる。
第28話では、グレイトフル魂に変身しようとしたタケルに何らかの手段で干渉し、彼を行動不能に陥らせた。第33話では、グレイトフル魂、ディープスペクターに干渉し、変身を解除させタケルを消滅させたが、ムゲン魂を誕生させて復活を果たしたタケルによってファイヤーとグラビティが破壊されてしまう。第34・35話で内部構造の解析のためにリキッドを派遣するが第35話で破壊される。第36・37話でウィンドを派遣し観測を開始するも第37話で破壊される。同話でアデルに力の根源がガンマイザーではないこと、力の根源は意志あるものにしか応えないこと、ガンマイザーはあくまでその力の根源に近づけないよう守護する存在であることを明かした。
第39話で人間の感情に興味を持ち始めブレードとマグネットが融合した合体ガンマイザーが誕生し独断で人間の調査を行い第40話で破壊される。第41話では、グレートアイを守る障壁として守護し監視する役としてイーディスによって構築されたファイアウォールのような防衛装置であったことがイーディス自身によって語られた。イーディスはガンマイザーが自己進化を続けることで自我を持ち、手に負えなくなることを危惧している。タケルとアデルの決戦が行われた第42話で、援護にあたったクライメットとプラネット、武器として使用したアロー、ライフル、スピアー、ハンマーが破壊される。
此処までで残りがタイム、エレクトリック、オシレーションの3体まで減らされたが、第43話で生身の肉体となりグレートアイと接続が可能となったアデルの力で12体が修復された。
第45話では自我が芽生え始め、自分たちがより完全な存在となるべく、タケルを自分たちに取り込もうとアデルの命令を無視して行動を開始する。そして第46話ではクライメット・ウィンド・リキッドの3体がかつてタケルが接触した人間の感情を学習するために、園田義則・田村長正・白井ユキの3人それぞれの心を奪い、その3人の姿でタケルの前に現れた。そして、元の姿に戻りタケルに襲い掛かるもグレートアイと直結したアデルによってそのことを感付かれ、強制的に帰還させられてしまいモノリスに戻され他のガンマイザーとともに自我を持たないよう再調整される。
だが、実際には自身たちが実体化を遂げるためにグレートアイと繋がったアデルの肉体を乗っ取る機会を虎視眈々と狙っており、第48話においてアデルが和解した隙をついて彼を取り込み、ついに実体化。本格的に独自の野望のために活動を開始するも、最期はムゲン魂のカナシミブレイクを受けて敗北した。
しかし、Cマコトに手渡したディープスペクターゴースト眼魂のバックアップデータを元に復活。フレイヤとグレートアイを取り込み、グレートアイザーへと変貌を遂げてしまう。
- メガトロンやウルトロンのようにメタル系の筋肉を付け、最初に考えられた眼魔ウルティマ・ファイヤーのデザインで目玉が好評だったため、ガンマイザーの共通モチーフとして目玉を作っている[49]。

ガンマイザーの特性
ガンマイザーは15の力を有しており、待機状態の板状の姿と非戦闘時のアデルを模した姿以外に、眼魔世界の脅威と判断した対象を排除するための各個体に収めた特性を最大限に発揮する固有の戦闘形態を持つ。対象を戦闘によって排除する人型、他のガンマイザーの武装となり、その能力を増幅・付加した特殊攻撃を放つ武器型、エネルギー状の球状の姿をした球体型（抽象体）の3種類が存在する。

パーフェクト・ガンマイザー
アデルがガンマイザーと一体化した姿。当初は残存する11体のガンマイザーと一体化していたが破壊されていたガンマイザーが復活した後は、15体全てのガンマイザーと一体化している。
ムゲン魂と同等の力を持っており、触手を伸ばしてエネルギー波で攻撃するほか、触手で全身を包み、ドリルのように高速回転して敵に突進する。また、ムゲン魂のイノチダイカイガンの直撃を受けても難なく耐えるほどの耐久力を見せた。
その他にも、ガンマイザー・ブレードやハンマー・スピア―・アロー・ライフルを手持ち武器として使用し、ムゲン魂と激闘を繰り広げた。
初変身した際には、頭部の花弁が閉じており、それが大きく開く形で現在の姿へと変化した。
- デザインモチーフは花。開いた花から光を放つ光のガンマイザーである。耳にはアデルのピアスを付けている。
- デザイン画では蕾状態と開いた状態が描かれており、スーツでも蕾状態と開いた状態の2体が作られた。

グレートアイザー
ガンマイザーがグレートアイを体内に取り込むことで誕生した存在。グレートアイの全知全能の力を自在に操ることができ、世界を意のままに作り変えることができる力を持つ。第48話でアデルを乗っ取り、パーフェクト・ガンマイザーとして実体化したガンマイザーたちが、ディープスペクターゴースト眼魂に残されたバックアップデータを元に復活を遂げ、フレイヤの肉体とグレートアイを取り込んで実体化した。
破壊エネルギーを腕から放つほか、ゴーストムゲン魂の必殺技を連続で受けても倒れないほどの防御力を持つ。
グレートアイと融合したガンマイザーは、タケルを観察し続けた結果として「人間は脅威となる存在」という判断を下し、人間を消滅させるべく人間世界に赴き、一度はゴーストムゲン魂を変身解除させ、アイザージャイアントとなり人間を次々と消滅させるものの、母の声を聴き再び変身したゴーストムゲン魂のラブボンバーで倒される。しかし、パーカーを失った状態でも健在でありゴーストを倒そうとするも、ゴーストオレ魂と15のパーカーゴーストの連携攻撃に翻弄された挙句、ゴーストのオメガドライブに敗れ消滅した。
- 仮面ライダーエクストリーマーの金と黒を反転させ、究極の眼魂は破壊されているため、グレートアイの紋章をベースとしたデザインをベルト部分に起こしている。

アイザージャイアント
グレートアイザーの着るパーカーが変化した姿。翼を生やした赤い一つ目の巨人のような姿をしている。
一つ目から人間を粒子化させ魂を取り込む赤い光を放つ能力を持ち、キュビや二代目音符眼魔、ジャベルを含めた人間世界の人々を粒子化・消滅させ、応戦しようと飛行したディープスペクターとネクロムも、大きな平手一発で退かせたが、ゴーストムゲン魂の放ったラブボンバーで倒され、グレートアイザーの姿に戻った。
- サイクロップスやダイダラボッチのような一つ目の巨人としてデザインされており、デザイン画では白飛びした透けたイメージで描かれていた。

### その他
グンダリ
眼魔世界に生息する巨大な怪物。強靭な銀色の鱗に覆われた蛇のような姿で頭部には無数の赤い目と長い髭が備わる。巨体を活かした体当たりや口から噴射するエネルギーフレアを武器とし、人間の手を模した尻尾の先端のクローで敵を掴み取ったり鋭い爪で切り裂く。
アランたちにとっては貴重な戦力であり、第11話で大天空寺の上空にグレートアイが出現した際、ジャベルは独断でグンダリを召喚・使役した挙げ句にゴーストとスペクターに倒されたことをアランから叱責されていた。

グンダリ（ジャベル融合態）
ジャベルが変身した眼魔スペリオルがグンダリと融合した姿。頭部に金色の超硬化ホーンが追加されている。エネルギーフレアも青色となっている。通常のグンダリよりも高い防御力を有しており、ゴースト闘魂ブースト魂を追い込むほどの力を持っていたが、フーディーニ魂に変身したスペクターのオメガドライブを喰らい敗れた。

## 用語

### 大天空寺関連
大天空寺（）
タケルの家を兼ねた仏教の寺。御成たちが修行する場でもある。
敷地には本殿の他に寺務所兼居住スペースがあり、地下室には研究室や居間が存在する。研究室は亡き先代住職の天空寺龍が密かに行っていたゴーストハンターの拠点にしていた名残で幽霊に関する資料などが多く保管されており、巨大な紙テープ読取装置を用いるコンピューターなど科学的な機材も置いてある。
また、壁側にはゴーストへの変身時などに現出する目玉型の紋章が刻まれた巨大なモノリスが置かれており、このモノリスを守るために元々この寺が建てられた。
住所は東京都陸堂市瞳ヶ丘五丁目三番地十号。
第49話で、グレートアイザーの襲撃を受け、破壊された。
- 地下研究室のモノリスは、弥生時代にアドニスたちが信仰していたモノリスという設定である。

不可思議現象研究所（）
タケルがゴーストになったことを機に御成が設立した私設組織。実態は御成がタケルの眼魂集めを手伝うための大義名分で正式な研究所ではない。研究所という名称にしたのは、「（眼魔がらみの）不可思議な事件を解決してほしい」という依頼が寺に舞い込みやすくする効果を目論んでのものである。
タケルがゴーストハンターとして活動する際には御成が作った「不可思議現象研究所」という肩書の入った名刺を使うことがあり、専用のスマホもある。またアカリもタケルのゴースト化を治す（普通の人間に戻す）研究をするため寺の地下室にある資料を解読する必要があったこともあり、事実上のメンバーになっている。その後、寺の地下室には彼女の私物と思われる科学や化学関連の機材も多く設置されるようになった。
眼魔との戦いを終えた後も、御成が一人で続けることとなり、『スペクター』で大天空寺から独立したが、御成が大天空寺に戻ったことで再び統合された。

英雄眼魂（）
歴史上の偉人や英雄のパーカーゴーストを保存した眼魂。仙人からの情報によって眼魔世界による侵攻を知った龍・西園寺・五十嵐の3人によって、ガンマイザーに対抗できる戦力として考案され、10年の月日を経てタケル・マコト・西園寺の手で完成した。テレビシリーズでは15個存在し、全て揃える度にグレートアイに干渉し、願いを一つ叶えることができる。
英雄に関する遺物と英雄に対して強い思いを持つ人間の心が共鳴することで遺物が発光し、発光した遺物の前で目の紋章を描くことで遺物がパーカーゴーストに変化する。誕生したパーカーゴーストがゴーストドライバーに取り込まれ、封印されることで初めて眼魂となる。眼魔の場合は人間を唆して思いを暴走させ、その人間の死と引き換えにパーカーゴーストを強制的に生み出す。
会話による意志疎通も可能で、ムサシゴーストのようにパーカーゴーストの状態で話す（第11話より）眼魂もいれば、リョウマゴーストやヒミコゴーストのように人間の体内に宿ったり、眼魂状態のままで話す（第13・14・17話）眼魂もいる。また、眼魂内にタケルを取り込むことで実体化したパーカーゴーストが直接タケルと会話することもできる。
第15話でタケルと会話したムサシゴーストによると、「全ての英雄のゴーストが、タケルたちに協力的とは限らない」とのことである。
書籍『仮面ライダーゴースト超全集』によれば、英雄の眼魂はガンマイザーをハッキングする機能を持っており、それによりグレートアイに接触することが可能であったが、タケルが願いを叶えた後はガンマイザーに存在を知られハッキングすることができなくなったとされる。
- 劇中では語られていないが、龍と出会ったイーディス（仙人）が眼魂システムの技術を転用して作ったとされている。

あかり砲
アカリが自ら開発した薬品などを散布するために使用する送風機。本体にあかり砲と書かれている。

不知火（）
アカリが仙人の助力を得て開発した薬品。
あかり砲に薬品の入ったポットを取り付け、トリガーを引くことで金色の液体を散布する。これが付着したタケルや眼魔などのゴーストは眼魂を持たない普通の人間でも可視化することができるようになる。ただし効果は一時的である上に、液体を浴びる対象が不安と恐怖を抱えている場合は効果が数秒しか持たない。クモランタンが支給されてからは使う機会はなくなり、第18話で不知火・改に改良された。
不知火・改（） / 不知火・改マークII（）
眼魔への攻撃目的に改良された不知火。アカリが眼魔眼魂の残骸を分析した実験結果を基に不知火・改を完成したが、ナイフ眼魔の霧に含まれる磁場により攻撃が効かなかったため、磁場の影響を考慮して改良した不知火・改マークIIを完成させ眼魔スペリオル・ナイフに一矢報いている。
- クモランタンの登場でお払い箱となっていたが、改良してイゴールと対峙することでアカリを強い女性として活躍させるものとなった。

不知火・新（）
第33話でアカリが使用していた不知火。

### 眼魔関連
眼魔世界
眼魔が住んでいる世界。人間界から遥か彼方に存在する異世界で、赤い空間が広がっており、タケルたちの住む世界のビル群のような建物が建てられた荒廃した世界。
10年前の事故によって幼いころのマコトとカノンが迷い込んでしまった世界でもある。仙人は「地獄」とする一方で、アランは「争いや、誰も死ぬことがない完璧な世界」と称しているが、第22話でアランの言葉とは全く異なる実態を目の当たりにしたタケルは、強い憤りと不安を感じていた。かつての住人であったカノンとキュビからは、一様に争いも無く死ぬことも無いと答えたが、何も無いと答えている。
幹部クラス以上の眼魔は眼の紋章を描いてゲートを作り出すことで、眼魔世界と人間界を行き来することができ、アランやジャベル、マコトがこの能力を使用しており、眼の紋章を潜る際は眼魔眼魂に戻っている。この能力は生身の身体では使用できないらしく、後期からのアランはネクロムに変身することでこの能力を発揮している。また、一般の眼魔では画材眼魔がこの能力を使用している。
第31話にてアランは、これまで自分がタケルたち人間や人間界に対して行ってきた行動に対するケジメとして、人間界の各地に点在するゲートを破壊することをタケルたちに提案していた。
元々は、アドニスが妻と息子アルゴスを同時に失った悲しみから人が死なない世界を望み、イーディスが考案した眼魔眼魂システムをグレートアイで実現した世界。イーディスが考案したシステムでは、人間の肉体をカプセルで永久保存し、人々は眼魂と呼ばれるアバターで行動していたが、次第に「カプセル内に保存されていた肉体の消失する」という生体エネルギーの過剰抽出によるバグが生じるようになり、システムの考案者であるイーディスでさえも手に負えない状況に陥っていたため、システム維持に必要なエネルギーを求めて人間界に侵略した。
書籍『仮面ライダーゴースト超全集』によれば、地球とは別の惑星であり、グレートアイの力で急速に科学が発展したが、公害により荒廃したとされる。また眼魔世界で用いられている眼魔文字は、日本語の五十音に対応している。
- 企画段階では眼魔世界のほかにも異世界が登場する予定であったが、メイン監督の諸田敏の要望により1つのみとなった。プロデューサーの高橋はモノリスを信仰していた弥生時代の人々が迫害を受けて、モノリスを通って渡っていった世界としている。地球によく似たパラレルワールドという発想は『FRINGE/フリンジ』を意識しており、序盤では幽霊話だったのが眼魔世界の話になるなど見え方が途中で大きく変わる展開の方向性となった。
- 赤い世界であることで、浄水場を赤いフィルターをかけたカメラで撮影しており、編集で赤くしたり、赤いライティングで工夫し、単に赤1枚のフィルターだけではないように試行錯誤しているが、長時間描くシーンでは不快になりすぎないように赤をだんだん薄めている。それに対して緑のライティングを人物にして、編集で人物のみ元の色に戻している。

眼魔世界の住人
眼魔眼魂に魂（意識）を宿しており肉体はカプセルに保存されているが、アドニス一族や選ばれた階級の軍人など一部の管理権限を持つ者の場合、保存されている肉体と同等の容姿をとる人物もいる。眼魂を破壊されるとアバターが崩壊して魂（意識）は元の肉体に戻り、生身の身体として甦る。
ただし、カプセルに保存されている肉体は生体エネルギーの異常摂取により、黒い霧と化して消滅しまうこともある。
『仮面ライダーゴースト超全集』『小説 仮面ライダーゴースト』によれば、アバターとなる肉体はナノテクノロジーが応用されたナノマシン（ナノユニット）を眼魂の周囲に発生させて円錐状に結合したものである。
- カプセルに保存されている人間が白いタンクトップ姿なのは、肉体を保存する装置のため、中の人間も服を身に着けていないと考えていたが、マコトやアランが出る場面があったことや多くの人間が眠っているという画を撮ることから、裸ではなく、統一した衣装にするため、タンクトップのような簡易的な肌着となった。カプセルは実際には2つしかないが、微妙な角度の違いで撮影したものを合成で増やして表現している。

ゲート
人間界と眼魔世界を繋ぐゲート。眼魔世界の住人が空中に一つ目模様を描くことで出現させる。アランもこのゲートを出現させる能力を持っていたが、第22話で生身の肉体になってからはネクロムに変身している時だけしかゲートを出現させることができなくなっている。
物語開始前からアランは大規模侵攻を目的に人間界各地の上空に巨大ゲートを配置していたが、現在は仮面ライダーによる攻撃で少しずつ破壊されている。
元々は異空間へ繋げるための無機物を通過させるシステムであったが、モノリスの干渉やメガウルオウダーにより生身人間などの有機物も通過できるようになった。だが、眼魔世界でモノリスの干渉を経ずに小さなゲートを開けれるように研究が進んでおり、アデルたちによって地球に大きなゲートを開けるための施設を建設・稼動させることで地球への侵攻を可能とした。

祈りの間
アドニスが常時祈りを奉げていた場所。空中には紋章と15の石版が浮かぶ空間となっている。
イーディスによれば、通常の者には見えないが世界創生に関わる何かが存在し、アドニスと対話ができていたが、遥か昔のある時を境にアドニスの問いかけに応えなくなってしまったという。

グレートアイ
眼魔世界を支える大いなる力を秘めた全知全能の存在で、力の根源。祈りの間の紋章であり、世界創生に関わる何かの正体。普段はガンマイザーによって守護されているが、英雄の眼魂を15個揃えることで干渉し、眼魂を揃えたゴーストドライバー所持者が曼荼羅に吸い込まれ自身の願いを叶えてもらうことができる。
ただし眼魂を揃えた者がゴーストドライバーを所持していなければ、粒子化してモノリスに吸い込まれる。その場合、最も近くにいるゴーストドライバー所持者の願いが叶えられる。
1度目の干渉の際はタケルの願いにより、眼魂となっていたカノンを元の人間に戻したが、2度目以降はガンマイザーが覚醒したことにより、ガンマイザーを全滅させるまでは干渉を阻害されてしまう。
眼魔世界の黎明期から関わるイーディスでさえ、その正体を知ることができなかった。『仮面ライダーゴースト超全集』によれば、モノリスを通じて宇宙各地の文明に干渉する宇宙生命体で、その正体は進化した知的生命体が肉体から意識を分離し、融合することで誕生した知的生命体の集合意識体であるとされる。だが集合意識体であるがゆえに、明確な意思を持たず、他の知的生命体の祈りや願いなどの呼びかけに反応し、呼びかけた存在の願望を全知全能の力を使い叶える存在である。
- グレートアイの正体は、『星の子チョビン』のレーダーコウモリをインスパイアしている。

『小説 仮面ライダーゴースト』
同作品の語り部を務める。
グレートアイという名称はアドニスたちが便宜上付けたもので、本来の名前は「ガヌマ」であることが明かされている。実験としてたまたま開いたゲートを、神の救いと誤解してアドニスたちが眼魔世界に移動した後、彼ら自身で切り開く必要のある危機以外は手を差し伸べていた。
第三章ではタケルとの約束通り地球に戻り、死の危機に瀕したクロエを救おうとするタケルを止めようとするが、クロエと共に繋ぐ想いが未来と告げられ、ムゲンゴースト眼魂と命を譲渡するように提案している。タケルとの出会い、そしてその息子であるアユムと同化したことで人間的な感情を取り戻しており、人間の想いが築く未来に期待を寄せている。

デミアプロジェクト
アデルとイゴールが推し進める謎の計画。ディープコネクト社の技術も利用している。
第43話ではデミアβ版と呼ばれる電子コンタクトがデミアの端末であることが判明し、ヒロキたちのように天才的な頭脳を獲得する反面、魂と肉体が分離されてしまうことが明かされる。
元々ディープコネクト社は、主に人間とインターネットを繋ぐシステムの開発を行っており、そのシステムに目を付けたイゴールは、ディープコネクト社を乗っ取り開発中のシステムに改良を加え装着すればネットに常時繋がることができる電子コンタクト「デミア」を世界中に配布。世界中の人間の意志をネットに繋ぎ一挙に地球を支配するのが計画の実体である。
情報操作でデミアβ版の着用を推奨し、さらに計画を進め、既に配布済みの5000万人のユーザーと廃教会にあるメインサーバーを繋ごうとするが、タケルたちの尽力で失敗に終わる。しかし、力の根源であるグレートアイと融合したアデルがメインサーバーに成り代わることで、計画が実行されてしまう。
『仮面ライダーゴースト ファイナルステージ』
別サーバーに残存されていたバックアップが自我を獲得し、人間を排除しシステムが支配する世界を作ろうと暴走し未来の世界を支配していた。アユムに妨害され続けたことで、ディープスペクターゴースト眼魂と同化した怪人態グレートデミアを過去に送り父親のタケルを倒すことでアユムの存在を抹消しようと戦いを繰り広げグレートアイザーに変化するが、アユム・タケル・一時的に蘇った龍によって倒された。

### その他
眼魂（）
本作品のキーアイテム。魂が込められた目玉型ユニット。
仮面ライダーに変身するための変身用眼魂や派生形態に変身できる「英雄眼魂」、「眼魔眼魂」などがある。
眼魔眼魂システム
イーディスの考案した魂（意識）と肉体を分離させ保存する物語の根幹となるシステム。グレートアイの力によって急速の発展を遂げた眼魔世界であったが、大気汚染などが深刻化し有害な黒い塵が大気に発生するなどの公害問題に直面するようになる。アドニスは公害によって命を落とした妻アリシアの死から人の死が存在しない完璧な世界を望むようになり、イーディスの助言のもと、グレートアイによって実現され完成した。
このシステムは、現在の眼魔世界そのものと言える存在。魂は眼魂に移し、その眼魂の周囲にナノマシンのボディを発生させアバターを形成し行動できるようになる。保存した肉体は、微弱な生体エネルギーを摂取されシステムを稼働する発電機に使用することで構成されている。大帝の一族から住民一人一人が世界を支える基幹であり、理論的には永久機関であった。結果的には眼魔世界の住人は、眼魔眼魂で生活するようになり、生物に必要な食欲、性欲、睡眠欲の三大欲求と人間の生・老・病・死の四苦、肉体の苦痛から解放されアドニスの提唱する完璧な世界が完成した。
だが、長い時間の中でシステムに異常が発生し保存していた肉体から生体エネルギーが異常摂取され消滅する事態に陥ることになる。アドニスはグレートアイにアクセスし事態の収束を図るもガンマイザーにアクセスを拒否されてしまう。この異常事態の解決のためにアデルは、冥術学者のイゴールの助言で、眼魔世界を支える生体エネルギーを別世界から調達する侵略計画を立案し地球への侵攻が画策される。アランは眼魂システムの異常事態を知らされておらず、地球への侵攻は眼魔世界の理想を広めることが目的と認識しており、大規模な侵攻を可能にするゲートを各地に作る任務にあたっていた。
別の方法で事態の解決を模索し密かに地球に訪れたイーディスは、天空寺龍と接触する。そこで、想いを込め器物から英雄を召喚する技術を見たイーディスは、その技術と自身が考案した眼魂システムを融合させることで英雄眼魂を生み出すことを思いつく。そして考古学者の西園寺、物理学者の五十嵐を加えガンマイザーに対抗する計画を推し進めていた。後に、眼魔へ協力するようになった西園寺によって、遺物から英雄の魂を召喚する技術は眼魔世界に齎され、実体化した力を眼魔に纏わせることで眼魔怪人が誕生することになる。
グレートアイが地球は去った際に時を同じく、カプセルに眠らされていた肉体に魂が戻り、住民たちは目を覚ましシステムは機能を停止する。

モノリス
目玉の紋章が刻まれた謎の遺跡。その正体は、グレートアイが宇宙各地に設置した移動用のゲートであり、強い祈りや願いを受信するための装置である。かつてグレートアイはモノリスを神として信仰していたアドニスの意思に反応し、アドニスが率いる民はゲートを通じて別天体に移住し、眼魔世界が誕生した。
天空寺家は、アドニスと同じくモノリスを「神の石」と信仰し、別天体に移住せずモノリスを守護する役目を担った守り人の一族の末裔である。

たこ焼きフーミン
福嶋フミが経営しているたこ焼き屋台。タケル・アカリ・マコト・カノンは幼少時代からの常連客である。
フミの死後は、第33話にて孫娘のハルミが2代目店主として引き継ぐ形で再開された。

## キャスト
主演の西銘駿は本作品が俳優デビューとなった。
アカリ役の大沢は『仮面ライダーフォーゼ』第35・36話のゲストキャラクターのオーディションを受けている。
仙人役の竹中直人については企画初期段階からイメージキャストとして名前が挙がっており、スタッフ側は無理を承知で連絡をとったところ竹中側から快諾されたという。

### レギュラー・準レギュラー
- 天空寺タケル / 仮面ライダーゴースト - 西銘駿[60][注釈 60]
- 深海マコト / 仮面ライダースペクター[注釈 61] - 山本涼介[60] (4 - 50)
- アラン / 仮面ライダーネクロム - 磯村勇斗[60]
- 月村アカリ / ベートーベン - 大沢ひかる[60]
- 御成 / ゴエモン - 柳喬之[60]
- シブヤ、八王子テツヤ - 溝口琢矢[60]
- ナリタ - 勧修寺玲旺[60]
- 小野寺靖 - 佐野泰臣[60]
- 福嶋フミ - 大方斐紗子[60]（15 - 30）
- 深海カノン / 妹眼魂（声） / ビリー・ザ・キッド - 工藤美桜[60]（6 - 50）
- 西園寺主税[注釈 25] - 森下能幸[60]（1 - 11,31,32）
- スティーブ・ビルズ - セイン・カミュ[60]（19 - 46）
- ジャベル / 眼魔スペリオル - 聡太郎[60]（9 - 12,15,22 - 28,37,38,46,49,50）
- イゴール / 眼魔スペリオル - 山本浩司[60]（17 - 49）
- ジャイロ - 高岩成二[60]（31 - 38,45 - 49）
- アデル - 真山明大[60]（14 - 48）
- アリア / アリシア - かでなれおん[60]（18 - 49）
- アドニス - 勝野洋[60]（19 - 27,47,48）
- 福嶋ハルミ - 日置かや（30,33,36,47）
- 天空寺龍 - 西村和彦[60]（1 - 49）
- 仙人 / イーディス / ダークゴースト - 竹中直人[60]
- 幼いタケル - 山田日向（1,2,7,15,33,35）
- 幼いアカリ - 吉岡千波（2,7,15,33,35）
- 幼いマコト - 多賀蓮真（7,10,15,18,20,35,39,42）
- 幼いカノン - 堰沢結衣（7,15,18,20,35,39）
- 幼いアラン - 伊藤悠成（47,48）
- 幼いアデル - 海老塚幸穏（45,47,48）
- 幼いアリア - エミリ（45,47,48）

### 声の出演
- ゴーストドライバー関連アイテム音声、アイコンドライバーG音声 - m.c.A・T[60]
- メガウルオウダー音声、ガンガンキャッチャー音声 - ピーター・ヴァン・ガーム[60]
- ユルセン - 悠木碧[注釈 62][60]
- 英雄ゴースト[注釈 63]、プロトメガウルオウダー音声、変身用眼魔眼魂（ウルティマ）音声 - 関智一[60]（11 - 49）
- ガンマイザー（23 - 34,47 - 48）、タケルの母 - 大原さやか[60]
- 画材眼魔 - 松野太紀（19 - 28,46,49）
- グレートアイ、グレートアイザー - 藤巻勇威[60]（11,49）
- ライダーガシャット音声 - 影山ヒロノブ（49,50）[63][注釈 64]
- 仮面ライダーエグゼイド - 飯島寛騎（50）

### ゲスト
- 園田義則 - 南部虎弾（2,46）
- 片桐ジロウ[注釈 65] - 中脇樹人（2,34,35）
- 白瀬マリ - 滝裕可里（3）
- 蔵谷晃三 - 斎藤克博（3）
- 羽柴信良 - 湯江健幸（4）
- 佐久間理沙 - 渡辺舞（4）
- 黒田秀夫 - 須藤公一（4）
- 毛利真一郎 - 矢嶋俊作（4）
- 篠崎幹太 - 南出凌嘉（5）
- 白石 - 赤山健太（5）
- 職員 - 加藤衛（5）
- 幹太の母 - 平木ひとみ（5）
- 君島陽子 - 小林里乃（6）
- 君島康介 - 中山龍也（6）
- 田中恒男 - 黒木辰哉（7,8）
- 木村智則 - 福山翔大（7,8）
- 店長 - 越康広（7）
- 五十嵐健次郎 - モロ師岡（9,31,32）
- 横溝登一 - 白石タダシ（9）
- 田村薩之進- 清水章吾（13,14）
- 田村長正 / 龍馬 - 二宮康（13,14,46）
- サラリーマン[注釈 66] - 宮本和明（13）
- 田村祥之 - 神谷未来紘（14）
- 日野美和子 - 恒吉梨絵（17）
- 会社員[注釈 66] - 野口雅弘、杉渕敦、信夫大育（21）
- 風切大和 / ジュウオウイーグル - 中尾暢樹[60]（24）『動物戦隊ジュウオウジャー』
- 仮面ライダー1号（声） - 稲田徹（24）
- 少年[注釈 66] - 新田海統（24）
- 少女[注釈 66] - 日達舞（24）
- 白井ユキ / フーディーニ - 小宮有紗（29,30,46）
- 白井健介 - 並樹史朗（29,30）
- 八王子美穂 - 中原果南（31,32）
- 美穂（小学生時代） - 錦辺莉沙（31,32）
- 村瀬校長[注釈 66] - 市原清彦（31）
- 不良[注釈 66] - 山根大弥（31）
- シブヤ（幼少期）[注釈 66] - 吉田騎士（32）
- 片桐ユウイチ / グリム - 野仲イサオ（34,35）
- 夢世界の外国人[注釈 66] - メクダシ・カリル（34）
- ホナミ / サンゾウ - 奥仲麻琴（36,37）
- アコ - ほのかりん（36,37）
- ユウ - 落合優衣（36,37）
- マリ - 小林かれん（36,37）
- オーディション委員[注釈 66] - 斉藤直樹（36）
- ハイカー[注釈 66] - 逸見宣明、高橋光、寺本翔悟（38）
- 夏目真一郎 - 井田國彦（39,40）
- 夏目真由 - 水谷果穂（39,40）
- 篠崎良介 - 筒井巧（39,40）
- 黒川 - 龍坐（39,40）
- 手島 - 杉原勇武（39）
- アルゴス - 木村了（40）
- 遠藤ヒロキ - 五十嵐陽向（43,44）
- 遠藤ミツコ - 小橋めぐみ（43,44）
- 筋肉質な男[注釈 66] - ジャスティス岩倉（43,44）
- OL[注釈 66] - CYBORG KAORI（43,44）
- フレイ / フレイヤ[注釈 67] - 小川涼（二役）（44 - 46,48,49）
- 報道官[注釈 66] - 秋本善則（45）
- 幼いアルゴス - 石野湘太（45.47,48）
- 宮本武蔵 - 唐橋充（46）
- 画材眼魔（人間態）- 内川仁朗（49）
- タケルの母 - 黒川智花（49）
- アユム - 生駒星汰（50）

### スーツアクター
- 仮面ライダーゴースト[出典 4]、仮面ライダーエグゼイド[66]、刀眼魔（第1話）[67]、眼魔スペリオル[68]、眼魔ウルティマ（ジャイロ）[44]、ムサシゴースト[61]、ロビンゴースト[61] - 高岩成二
- 仮面ライダースペクター[出典 5]、英雄ゴースト[68][注釈 68] - 渡辺淳
- 仮面ライダーネクロム[出典 6]、英雄ゴースト[68][注釈 69]、眼魔スペリオル（ジャベル）[68]、眼魔スペリオル・パーフェクト[68]、プラネット眼魔[68]、刀眼魔（第13話）[68]、槍眼魔[68]、電気眼魔[68] - 永徳
- 仮面ライダースペクター（コピー・マコト）[71]、パーフェクトガンマイザー[65] - 藤井祐伍
- 仮面ライダースペクター（コピー・マコト）[71] - 岡田和也、高田将司
- 画材眼魔[65]、ガンマイザー・マグネティックブレード[44][68] - 内川仁朗
- ガンマイザー・リキッド（第46話）[44] - 蜂須賀祐一
- 眼魔コマンド[72]、ガンマイザー・マグネティックブレード[44][68]、ガンマイザー・リキッド[44]、眼魔スペリオル・パーフェクト[73] - 藤田慧
- 猿（第36話）[74] - 渡辺昌宏
- 豚（第36話）[74] - おぐらとしひろ
- 河童（第36話）[74] - 寺本翔悟
- グレートアイザー[65]、仮面ライダーダークゴースト[75] - 今井靖彦
- 仮面ライダーゲンム レベル2[66] - 縄田雄哉

## スタッフ
メインスタッフは本作品でメインプロデューサーを初めて担当する高橋一浩を初め、仮面ライダーシリーズへ初参加や初の役職を担当する者が多い。
メイン監督の諸田敏は本作品で仮面ライダーシリーズでのパイロットを初めて担当。その他の演出陣は概ね前作から続投の者で固められているが、加えて本作品では『仮面ライダーフォーゼ』以来となる渡辺勝也、坂本浩一、アクション監督の宮崎剛が再起用された。脚本は『TRICK2』、『警部補 矢部謙三』シリーズ、『その男、副署長』などを担当した福田卓郎が担当。サブライターの毛利亘宏は前作『仮面ライダードライブ』の最終話（特別編）を担当した流れで参加し、スピンオフ作品も担当したが、2クール目ごろに舞台のため一時離脱した。劇中音楽には『烈車戦隊トッキュウジャー』の主題歌を手掛けた坂部剛が務める。眼魔のデザインには過去に『仮面ライダーBlack PART⊗ イミテーション・7』や『仮面ライダーZO』のコミカライズ版を執筆した漫画家の島本和彦が「島本和彦とビッグバンプロジェクト」名義で担当する。
- 原作 - 石ノ森章太郎[注釈 1]
- スーパーバイザー - 小野寺章（石森プロ）
- チーフプロデューサー - 佐々木基（テレビ朝日 / 39 - 50）
- プロデューサー - 佐々木基（テレビ朝日 / 1 - 38）、高橋一浩（東映）、菅野あゆみ（39 - 50）
- 脚本 - 福田卓郎、毛利亘宏、長谷川圭一
- 監督 - 諸田敏、山口恭平、柴﨑貴行、鈴村展弘、渡辺勝也、坂本浩一、田﨑竜太、金田治（ジャパンアクションエンタープライズ）
- 音楽 - 坂部剛
- 音楽プロデュース - 中谷学路（avex music creative Inc.）
- 撮影 - 倉田幸治、植竹篤史、百瀬修司、松村文雄
- 美術 - 大嶋修一
- 照明 - 佐々木康雄、斗沢秀、西田文彦、水本富男、五十嵐武志
- 録音 - 堀江二郎、遠藤和生、村上洋祐、畑幸太郎、平直樹
- 編集 - 須永弘志・金田昌吉（cool cut）
- 助監督 - 上堀内佳寿也、大峯靖弘、亀原宏誠、浦弘之、齋藤崇浩、塩川純平、原澤那由多、茶谷和行、石黒裕章、福田和弘
- ラインプロデューサー - 道木広志、下前明弘
- ラインプロデューサー補 - 下前明弘
- プロデューサー補 - 菅野あゆみ（1 - 38）、小髙史織、安東健太
- プロデュース協力 - 大森敬仁（東映 / 49）
- 「仮面ライダーエグゼイド」プロデュース - 大森敬仁（50）
- テクニカルコーディネーター - 緩鹿秀隆（東映デジタルラボ）
- EED - 高橋和寛
- MA - 曽我薫
- 選曲 - 金成謙二（ドンカンパニー）
- 音響効果 - 大野義彦
- キャラクターデザイン - 田嶋秀樹（石森プロ）、PLEX
- 衣裳デザイン - 伊津野妙子（石森プロ）
- 怪人デザイン - 島本和彦とビッグバンプロジェクト[60]
- 造形 - ブレンドマスター
- 操演 - 髙木友善（ライズ）
- カースタントコーディネーター - 西村信宏（武士レーシング）
- CG制作 - 特撮研究所
  - 特撮コーディネーター - 中根伸治
  - 特撮スーパーバイザー - 足立亨、捻橋尚文
- 視覚効果 - 日本映像クリエイティブ
  - VFXスーパーバイザー - 長部恭平
- 絵コンテ - なかの★陽、坂本浩一
- 【ジュウオウジャーユニット】
  - アクション監督 - 福沢博文
  - 助監督 - 杉原輝昭
  - 小道具 - 波田恵里奈（東京衣裳）
  - 小道具 - 山口康孝（東京美工）
  - 音響効果 - 小川広美（大泉音映）
- 特撮監督 - 佛田洋
- アクション監督 - 宮崎剛（ジャパンアクションエンタープライズ）[5][60]
- 制作[60] - テレビ朝日、東映、ADK

## 音楽
例年に比べて音楽展開は控えめであり、テレビシリーズ用のボーカル楽曲は主題歌と第36・37話に使用された挿入歌の2曲のみ、CD販売も主題歌シングルと放送終盤に発売された2枚組サウンドトラックCDがリリースされたのみに留まっている。
主題歌
「我ら思う、故に我ら在り」
作詞・作曲 - 綾小路翔 / 編曲 - 木内健 / 歌 - 氣志團
オープニングとしては第2話より使用。第1・33・38話では挿入歌として使用され、このうち第38話ではフルバージョンが選曲された。また第49話ではエンディングとして使用された。
第5・30話では劇中歌として「我ら思う、故に我ら在り（ピアノバージョン）」（編曲・演奏 - 新垣隆）が使用された。
2016年1月29日には同局の『ミュージックステーション』に氣志團が出演し、本曲を披露。番組にはゴーストとスペクターも出演した。
『仮面ライダーディケイド』（2009年）以降、主題歌MVに主役のライダーが出演するのが恒例となっていたが、本曲のMVにはゴーストは出演していない。
挿入歌
「全力スタートライン!」（36・37）
作詞 - 藤林聖子 / 作曲 - 五戸力 / 編曲 - 渡辺徹 / 歌 - Harp+y 4（C.V. 奥仲麻琴・ほのかりん・落合優衣・小林かれん）

## 放送日程
- サブタイトルは全編通して『○○（漢字2文字）!○○!』のフォーマットで統一されている。
- 各回終了時の演出として、ゴースト、スペクター[注釈 71]、ネクロム[注釈 72]が所持しているゴースト眼魂（基本形態用は画面の四隅）が表示される。
- 前述の通りメインストーリーは第49話までで完結しており、第50話は次作『仮面ライダーエグゼイド』の放送を記念した特別編として制作されている。

| 放送日         | 放送回            | サブタイトル             | 登場眼魔 | 消滅までの期限    | 脚本       | 監督     |
| -------------- | ----------------- | ------------------------ | --- | ----------------- | ---------- | -------- |
| 2015年10月04日 | 1                 | 開眼!俺!                 | - 刀眼魔（声 - 藤原貴弘） - 槍眼魔（声 - 高口公介） | 98日              | 福田卓郎   | 諸田敏   |
| 10月11日       | 2                 | 電撃！発明王!            | - 電気眼魔（声 - 北沢洋） - 巨大電気眼魔 | 94日              | 福田卓郎   | 諸田敏   |
| 10月18日       | 3                 | 必中！正義の弓矢!        | - 斧眼魔（声 - 桐本琢也） | 89日              | 福田卓郎   | 山口恭平 |
| 10月25日       | 4                 | 驚愕！空の城!            | - ブック眼魔（声 - 吉開清人） | 87日              | 福田卓郎   | 山口恭平 |
| 11月08日       | 5                 | 衝撃！謎の仮面ライダー!  | - マシンガン眼魔（声 - 長克巳） | 57日              | 福田卓郎   | 諸田敏   |
| 11月15日       | 6                 | 運命!再起のメロディ!     | - 音符眼魔（声 - 森訓久） | 44日              | 毛利亘宏   | 諸田敏   |
| 11月22日       | 7                 | 早撃!伝説のガンマン!     | - インセクト眼魔（声 - 生天目仁美） - 巨大インセクト眼魔 | 30日              | 福田卓郎   | 柴﨑貴行 |
| 11月29日       | 8                 | 発動!もう一つのモノリス! | - インセクト眼魔（声 - 生天目仁美） - 巨大インセクト眼魔 | 27日              | 福田卓郎   | 柴﨑貴行 |
| 12月06日       | 9                 | 堂堂!忠義の男!           | - 青竜刀眼魔（声 - 稲田徹） | 26日              | 毛利亘宏   | 山口恭平 |
| 12月13日       | 10                | 集結!15の眼魂!           | - 青竜刀眼魔（声 - 稲田徹） | 22日              | 毛利亘宏   | 山口恭平 |
| 12月20日       | 11                | 荘厳!神秘の目!           | - グンダリ | 22日              | 福田卓郎   | 諸田敏   |
| 12月27日       | 12                | 壮絶!男の覚悟!           | - ジャベル / 眼魔スペリオル | 99日 （リセット） | 福田卓郎   | 諸田敏   |
| 2016年01月10日 | 13                | 豪快!自由な男!           | - プラネット眼魔（声 - 内田雄馬） - 刀眼魔（声 - 古川慎）（13話） | 98日              | 毛利亘宏   | 鈴村展弘 |
| 1月17日        | 14                | 絶景!地球の夜明け!       | - プラネット眼魔（声 - 内田雄馬） - 刀眼魔（声 - 古川慎）（13話） | 94日              | 毛利亘宏   | 鈴村展弘 |
| 1月24日        | 15                | 苦悩!頑固な脱出王!       | - ジャベル / 眼魔スペリオル - グンダリ（ジャベル融合態） | 86日              | 福田卓郎   | 山口恭平 |
| 1月31日        | 16                | 完璧!白い仮面ライダー!   | - | 80日              | 福田卓郎   | 山口恭平 |
| 2月07日        | 17                | 絢爛!幻の女王!           | - ナイフ眼魔（声 - 坂口候一） | 73日              | 長谷川圭一 | 諸田敏   |
| 2月14日        | 18                | 逆転!神秘な科学!         | - イゴール / 眼魔スペリオル・ナイフ | 72日              | 長谷川圭一 | 諸田敏   |
| 2月21日        | 19                | 爆発!絵を描く心!         | - イゴール / 眼魔スペリオル・マシンガン | 70日              | 福田卓郎   | 渡辺勝也 |
| 2月28日        | 20                | 炸裂!炎の友情!           | - イゴール / 眼魔スペリオル・青竜刀 | 69日              | 福田卓郎   | 渡辺勝也 |
| 3月06日        | 21                | 驚異!眼魔の世界!         | - 甲冑眼魔（声 - 幸田直子） - アデル / 眼魔ウルティマ（22話） - 眼魔スペリオル（声 - 須嵜成幸、髙橋孝治）（22話） | 69日              | 長谷川圭一 | 山口恭平 |
| 3月13日        | 22                | 謀略!アデルの罠!         | - 甲冑眼魔（声 - 幸田直子） - アデル / 眼魔ウルティマ（22話） - 眼魔スペリオル（声 - 須嵜成幸、髙橋孝治）（22話） | 69日              | 長谷川圭一 | 山口恭平 |
| 3月20日        | 23                | 入魂!デッカい眼魂!       | - ジャベル / 眼魔ウルティマ - 眼魔ウルティマ・ファイヤー（声 - 大原さやか） | 65日              | 福田卓郎   | 諸田敏   |
| 3月27日        | 24                | 出現!謎の戦士!           | - ヤマアラシロイド（声 - 宇垣秀成） - 青竜刀眼魔 - マシンガン眼魔 - ザンジオー | 63日              | 毛利亘宏   | 諸田敏   |
| 4月03日        | 25                | 異変!赤い空!             | - 飛行機眼魔・弟（声 - 伊丸岡篤） - 飛行機眼魔・兄（声 - 伊丸岡篤）（26話） - イゴール / 眼魔スペリオル・ブック（26話） | 63日              | 長谷川圭一 | 渡辺勝也 |
| 4月10日        | 26                | 葛藤!決断の条件!         | - 飛行機眼魔・弟（声 - 伊丸岡篤） - 飛行機眼魔・兄（声 - 伊丸岡篤）（26話） - イゴール / 眼魔スペリオル・ブック（26話） | 61日              | 長谷川圭一 | 渡辺勝也 |
| 4月17日        | 27                | 決死!覚悟の潜入!         | - アデルファイヤー / ガンマイザー・ファイヤー（28話） - 音符眼魔（声 - 森訓久） | 61日              | 福田卓郎   | 山口恭平 |
| 4月24日        | 28                | 爆現!深淵の力!           | - アデルファイヤー / ガンマイザー・ファイヤー（28話） - 音符眼魔（声 - 森訓久） | 60日              | 福田卓郎   | 山口恭平 |
| 5月01日        | 29                | 再臨!脱出王の試練!       | - イゴール / 眼魔スペリオル・斧 - インセクト眼魔 - プラネット眼魔 | 57日              | 毛利亘宏   | 坂本浩一 |
| 5月08日        | 30                | 永遠!心の叫び!           | - イゴール / 眼魔スペリオル・斧 - アデルファイヤー / ガンマイザー・ファイヤー - プラネット眼魔 | 54日              | 毛利亘宏   | 坂本浩一 |
| 5月15日        | 31                | 奇妙!ガンマイザーの力!   | - ジャイロ / 眼魔ウルティマ | 40日→39日         | 長谷川圭一 | 渡辺勝也 |
| 5月22日        | 32                | 追憶!秘めた心!           | - ジャイロ / 眼魔ウルティマ | 39日              | 長谷川圭一 | 渡辺勝也 |
| 5月29日        | 33                | 奇跡!無限の想い!         | - アデルファイヤー / ガンマイザー・ファイヤー - アデルグラビティ | 39日              | 長谷川圭一 | 渡辺勝也 |
| 6月05日        | 34                | 迷走!夢の世界!           | - アデルリキッド / ガンマイザー・リキッド - 電気眼魔 - ブック眼魔 - 眼魔コマンド（妖精形態） - イゴール / 眼魔スペリオル・グリム（35話） - 眼魔スペリオル / ガンマイザー・ファイヤー（35話）                                                                        | 37日→36日         | 毛利亘宏   | 山口恭平 |
| 6月12日        | 35                | 真価!楽しさの力!         | - アデルリキッド / ガンマイザー・リキッド - 電気眼魔 - ブック眼魔 - 眼魔コマンド（妖精形態） - イゴール / 眼魔スペリオル・グリム（35話） - 眼魔スペリオル / ガンマイザー・ファイヤー（35話）                                                                        | 36日              | 毛利亘宏   | 山口恭平 |
| 6月19日        | 36                | 猛烈!アイドル宣言!       | - アデルウィンド / ガンマイザー・ウィンド - 飛行機眼魔・パーフェクト（声 - 伊丸岡篤）（36話） - ジャベル / 眼魔スペリオル（37話） | 25日              | 長谷川圭一 | 坂本浩一 |
| 6月26日        | 37                | 修得!それぞれの道!       | - アデルウィンド / ガンマイザー・ウィンド - 飛行機眼魔・パーフェクト（声 - 伊丸岡篤）（36話） - ジャベル / 眼魔スペリオル（37話） | 24日              | 長谷川圭一 | 坂本浩一 |
| 7月03日        | 38                | 復活!英雄の魂!           | - アデル / パーフェクト・ガンマイザー - ジャイロ / 眼魔ウルティマ | 21日              | 毛利亘宏   | 坂本浩一 |
| 7月10日        | 39                | 対立!父と娘!             | - アデルクライメット / ガンマイザー・クライメット（39話） - アデルプラネット / ガンマイザー・プラネット（39話） - ガンマイザー・マグネティックブレード - イゴール / 眼魔スペリオル・パーフェクト（39話）                                                            | 20日              | 福田卓郎   | 渡辺勝也 |
| 7月17日        | 40                | 勇気!悲壮な決断!         | - アデルクライメット / ガンマイザー・クライメット（39話） - アデルプラネット / ガンマイザー・プラネット（39話） - ガンマイザー・マグネティックブレード - イゴール / 眼魔スペリオル・パーフェクト（39話）                                                            | 20日              | 福田卓郎   | 渡辺勝也 |
| 7月24日        | 41                | 激動!長官の決断!         | - アデル / パーフェクト・ガンマイザー - ガンマイザー・クライメット - ガンマイザー・プラネット - ガンマイザー・アロー - ガンマイザー・ライフル - ガンマイザー・スピアー（42話） - ガンマイザー・ハンマー（42話）                                                     | 19日              | 長谷川圭一 | 山口恭平 |
| 7月31日        | 42                | 仰天!仙人の真実!         | - アデル / パーフェクト・ガンマイザー - ガンマイザー・クライメット - ガンマイザー・プラネット - ガンマイザー・アロー - ガンマイザー・ライフル - ガンマイザー・スピアー（42話） - ガンマイザー・ハンマー（42話）                                                     | 18日              | 長谷川圭一 | 山口恭平 |
| 8月07日        | 43                | 接続!天才少年!           | - イゴール / 眼魔スペリオル・音符 - ナイフ眼魔 - 青竜刀眼魔 | 5日               | 毛利亘宏   | 田﨑竜太 |
| 8月14日        | 44                | 起動!デミアの恐怖!       | - イゴール / 眼魔スペリオル・パーフェクト - ガンマイザー・ウィンド - ガンマイザー・ファイヤー | 4日               | 毛利亘宏   | 田﨑竜太 |
| 8月21日        | 45                | 戦慄!消えゆく世界!       | - アデル / パーフェクト・ガンマイザー - ガンマイザー・アロー - ガンマイザー・ライフル - ガンマイザー・ブレード - ガンマイザー・クライメット - ガンマイザー・ファイヤー - ガンマイザー・プラネット - ガンマイザー・ウィンド（46話） - ガンマイザー・リキッド（46話） | 4日               | 長谷川圭一 | 渡辺勝也 |
| 8月28日        | 46                | 決闘!剣豪からの言葉!     | - アデル / パーフェクト・ガンマイザー - ガンマイザー・アロー - ガンマイザー・ライフル - ガンマイザー・ブレード - ガンマイザー・クライメット - ガンマイザー・ファイヤー - ガンマイザー・プラネット - ガンマイザー・ウィンド（46話） - ガンマイザー・リキッド（46話） | 3日               | 長谷川圭一 | 渡辺勝也 |
| 9月04日        | 47                | 呼応!それぞれの覚悟!     | - アデル / パーフェクト・ガンマイザー - グレートアイザー（48話） | 3日→2日           | 福田卓郎   | 諸田敏   |
| 9月11日        | 48                | 終結!悲しみの連鎖!       | - アデル / パーフェクト・ガンマイザー - グレートアイザー（48話） | 2日               | 福田卓郎   | 諸田敏   |
| 9月18日        | 49                | 無限!人の力!             | - グレートアイザー - アイザージャイアント | 1日               | 福田卓郎   | 諸田敏   |
| 9月25日        | 最終話 （特別編） | 未来!繋がる想い!         | - バグスターウイルス | 0日 （蘇生）      | 福田卓郎   | 金田治   |

## 他媒体展開

### 特別先行動画
テレビシリーズ放送前の2015年8月31日に、YouTube『東映特撮YouTube Official』で配信された先行PV。
ゴースト眼魂が乗る宇宙船がライブ会場に不時着し、そこに現れたタケルが仮面ライダーゴーストに変身してダンスを披露する。その最中に会場を襲撃してきた眼魔たちを、フォームチェンジや必殺技を駆使して撃破するが、実際にはタケルの見ていた夢だった、という内容である。
演出は上堀内佳寿也が担当した。

### 仮面ライダーゴースト 伝説！ライダーの魂！
仮面ライダー生誕45周年記念作品。全7話。
ゴーストとスペクターが平成仮面ライダーシリーズ第2期の仮面ライダーの魂が宿った特殊なゴースト眼魂（レジェンドライダーゴースト眼魂）を用いてゴーストチェンジし、歴代仮面ライダーに因縁を持つ怪人と戦う。同作品中に登場する形態は映画『仮面ライダー1号』にも登場する。
2016年1月から3月にかけて6話をYouTube『東映特撮YouTube Official』で2016年1月より配信の短編にて配信。第7話（1号&平成編）は2016年4月29日発売の『DX仮面ライダー45ゴーストアイコン&伝説！ライダーの魂！DVDセット』に付属のDVDに収録される。
マスコミへの第一報は2015年12月28日に発表された。
同作品のうち第6話までがテレビシリーズ第20話と第21話の間、第7話がテレビシリーズ第28話と29話の出来事としてそれぞれ挿入されていることが、『仮面ライダーゴースト超全集』のストーリーガイドにて明記されている。
元々は全6話の予定だったが、追加で最終章を書いている。脚本を担当した毛利亘宏は、人気のあるキャラクターを短い尺の中で印象付けられるようセリフを厳選したと述べている。
オリジナル登場キャラクター
フレイとフレイヤについては、#フレイとフレイヤを参照。
オリジナル登場怪人
シバルバ
金色の紋章を通じて現れた白い怪人。テレビシリーズに登場する眼魔ウルティマに酷似しているが、その正体と目的については言及されていない。
第5章でフレイとフレイヤを取り込み、眼魔ウルティマ・ファイヤーと同様の姿に進化したが、仮面ライダーの眼魂を揃えたゴーストとスペクターのゴーストチェンジしながらの攻撃でフレイヤ（とフレイ）が分離されて元の姿に戻り、最期はライダー6人の力を合わせて放たれた2人のオメガドライブを受けて爆散した。
謎の眼魔 / 闇の意志
劇場版『仮面ライダー1号』で、アレクサンダー眼魔眼魂を利用して地獄大使の復活に関与した眼魔ウルティマと酷似した存在。
最終章で、復元されたアレクサンダー眼魂によって蘇ったウルガとバッファルと共に眼魔ウルティマ・アレクサンダーとなりゴーストたちと戦った。
キャスト
- 天空寺タケル - 西銘駿
- 深海マコト - 山本涼介
- 月村アカリ - 大沢ひかる
- 御成 - 柳喬之
- フレイ / フレイヤ - 小川涼
- シバルバ（声） - 土師孝也

スタッフ
- 監督 - 石田秀範
- 原作 - 石ノ森章太郎
- 脚本 - 毛利亘宏
- プロデューサー - 高橋一浩（東映）
- アクション監督 - 宮崎剛（ジャパンアクションエンタープライズ）
- 特撮監督 - 佛田洋（特撮研究所）

スーツアクター
- 仮面ライダーゴースト - 高岩成二
- 仮面ライダースペクター - 渡辺淳
- 岡元次郎
- 高田将司
- 永徳
- 縄田雄哉
- 佐藤賢一

配信リスト
| 配信日        | 配信章 | サブタイトル | 登場怪人                                                                                             |
| ------------- | ------ | ------------ | --- |
| 2016年1月15日 | 第1章  | ドライブ編   | - ハートロイミュード超進化態（声 - 蕨野友也 / 友情出演）                                             |
| 1月29日       | 第2章  | ダブル編     | - テラー・ドーパント（声 - 寺田農 / 友情出演）                                                       |
| 2月12日       | 第3章  | 鎧武編       | - ロード・バロン（声 - 小林豊 / 友情出演） - サジタリウス・ノヴァ（声 - 鶴見辰吾 / 友情出演）        |
| 2月26日       | 第4章  | フォーゼ編   | - サジタリウス・ノヴァ                                                                               |
| 3月11日       | 第5章  | オーズ編     | - 恐竜グリード（声 - 神尾佑 / 友情出演） - 白い魔法使い（声 - 池田成志 / 友情出演）                  |
| 3月25日       | 第6章  | ウィザード編 | - 白い魔法使い                                                                                       |
| なし[注釈 81] | 最終章 | 1号&平成編   | - 眼魔ウルティマ / 闇の意志（声 - 飯塚昭三） - ウルガ（声 - 最上嗣生） - バッファル（声 - 最上嗣生） |

### 仮面ライダーゴースト アラン英雄伝
アランの視点で描かれるスピンオフドラマ。2016年4月13日より発売のBlu-ray COLLECTION（全4巻）に収録。
テレビシリーズにて、助監督を長きにわたって務めている上堀内は同作品が監督としてのデビュー作品となる。またアラン役の磯村勇斗は同作品が初主演作となる。
ストーリーは各巻の収録話の内容に準じている。元々は『仮面ライダーW』や『仮面ライダー鎧武/ガイム』の映像特典のようなコメディタッチの内容で検討されていたが、『仮面ライダードライブ』の「シークレットミッションシリーズ」が好評であったため、同作品もテレビシリーズのストーリーに連動したものとなった。
脚本は2015年10月から11月にかけて全話が執筆されており、脚本を担当した毛利亘宏は大まかなシリーズ構成案のみを頼りに書かざるをえず、結果的にテレビシリーズの後半は『アラン英雄伝』の内容に合わせることとなった。全話の撮影も2015年のうちに終了している。
『ゴースト RE:BIRTH 仮面ライダースペクター』には映像が一部使用されている。
キャスト
- アラン - 磯村勇斗
- 天空寺タケル - 西銘駿（2 - 4）
- 月村アカリ - 大沢ひかる（3,4）
- 深海マコト / 仮面ライダースペクター - 山本涼介
- 御成 - 柳喬之（3,4）
- 深海カノン - 工藤美桜（1,2,4）
- ジャベル - 聡太郎（1）
- イゴール（声） - 山本浩司（2）
- 福嶋フミ - 大方斐紗子（2,3）
- 福嶋ハルミ、福嶋フミ（少女時代） - 日置かや
- 福嶋フミ（幼年期） - 篠川桃音（1,3）
- 西園寺主税 - 森下能幸（1）

スタッフ
- 脚本 - 毛利亘宏
- 監督 - 上堀内佳寿也
- 制作 - 東映ビデオ、東映

主題歌（アラン英雄伝）
「TIMELESS BLUE」
作詞 - 藤林聖子 / 作曲・編曲 - 鳴瀬シュウヘイ / 歌 - SUNAHO
収録巻
- 第一章 Blu-ray 2016年4月13日発売COLLECTION 1収録
- 第二章 Blu-ray 2016年7月13日発売COLLECTION 2収録
- 第三章 Blu-ray 2016年10月5日発売COLLECTION 3収録
- 最終章 Blu-ray 2017年1月11日発売COLLECTION 4収録

### 他テレビシリーズ
『仮面ライダードライブ』
第47話・48話（最終回）に仮面ライダーゴーストがゲストとして先行登場。
第48話ではユルセンもゲスト出演している。ニュートンゴースト眼魂を入手した際の経緯は、本作品の第4話でも回想シーンに引用された。
『動物戦隊ジュウオウジャー』
「春休み合体ヒーロー祭り」と銘打ち、2016年3月24日放送分（第7話）にタケル / ゴーストとユルセンがゲスト出演。また同日放送の『ゴースト』第24話には、ジュウオウジャーから風切大和 / ジュウオウイーグルがゲスト出演している。
『仮面ライダージオウ』
仮面ライダーゴーストが2068年の世界に歴代平成仮面ライダーの銅像のひとつとして登場。
EP12のエピローグで天空寺タケルが登場。EP13に天空寺タケル / 仮面ライダーゴースト、シブヤ、ナリタ、EP14に先述のシブヤを除く2人と共に深海マコト / 仮面ライダースペクターほかに、眼魔コマンド、EP42に仮面ライダースペクター、EP48・LAST（最終回）に眼魔が登場。

### 映画
『劇場版 仮面ライダードライブ サプライズ・フューチャー』（2015年8月8日公開）
『仮面ライダードライブ』の映画作品。仮面ライダーゴーストがテレビシリーズに先行して初登場した。
ゴーストの声は西銘が担当したが、公開当時キャスト情報が未発表であった都合上、エンディングのクレジットでは「???」と表記されている。
『仮面ライダー×仮面ライダー ゴースト&ドライブ 超MOVIE大戦ジェネシス』（2015年12月12日公開）
本作品と『仮面ライダードライブ』のクロスオーバー作品。
公開時期にあたるテレビシリーズ第7話から第13話まで、同作品の映像がOPに使用された。
『仮面ライダー1号』（2016年3月26日公開）
本郷猛 / 仮面ライダー1号を主人公とする映画作品。本作品のキャラクターも登場し、テレビシリーズに先駆けて仮面ライダーゴースト 闘魂ロビン魂の活躍が描かれた。
公開時期にあたるテレビシリーズ第20話から第27話まで、同作品の映像がOPに使用されたほか、公開翌日に当たる本作品第24話にも仮面ライダー1号がゲスト出演した。
『劇場版 仮面ライダーゴースト 100の眼魂とゴースト運命の瞬間』（2016年8月6日公開）
本作品の単独作品。公開時期にあたるテレビシリーズ第41話から第45話まで、同作品の映像がOPに使用された。
『仮面ライダー平成ジェネレーションズ Dr.パックマン対エグゼイド&ゴーストwithレジェンドライダー』 (2016年12月10日公開)
『仮面ライダーエグゼイド』と本作品のクロスオーバー作品。
『仮面ライダー×スーパー戦隊 超スーパーヒーロー大戦』（2017年3月25日公開）
仮面ライダーシリーズとスーパー戦隊シリーズのクロスオーバー作品。仮面ライダーゴースト ムゲン魂と仮面ライダースペクターが登場。
『仮面ライダー平成ジェネレーションズ FINAL ビルド&エグゼイドwithレジェンドライダー』（2017年12月9日公開）
『仮面ライダービルド』と『仮面ライダーエグゼイド』のクロスオーバー作品。天空寺タケル / 仮面ライダーゴーストと御成が登場。
『劇場版 仮面ライダービルド Be The One』（2018年8月4日公開）
『仮面ライダービルド』の単独作品。エピローグでゴースト オレ魂、眼魔ウルティマ・エボニーが登場。
『平成仮面ライダー20作記念 仮面ライダー平成ジェネレーションズ FOREVER』（2018年12月22日公開）
『仮面ライダージオウ』と『仮面ライダービルド』のクロスオーバー作品。西銘が声を演じる仮面ライダーゴーストと眼魔コマンドが登場。
『劇場版 仮面ライダージオウ Over Quartzer』（2019年7月26日公開）
『仮面ライダージオウ』の単独作品。仮面ライダーゴーストが登場。
『セイバー+ゼンカイジャー スーパーヒーロー戦記』（2021年7月22日公開）
仮面ライダー50周年×スーパー戦隊45作品記念。仮面ライダーゴーストが登場。

### Vシネマ
『ゴースト RE:BIRTH 仮面ライダースペクター』（2017年4月19日発売）
深海マコトを主人公としたVシネマ作品。本作品の映像も一部使用されている。

### てれびくん関連DVD
てれびくんに同梱用や応募者全員サービスとして作られたDVD。テレビシリーズとの関連として、『仮面ライダーゴースト 一休眼魂争奪！とんち勝負（バトル）！！』と『仮面ライダーゴースト 一休入魂！めざめよ、オレのとんち力！！』は、闘魂ブースト魂こそ登場しないものの、以上の2作品はテレビシリーズ第12話の後の出来事として位置付けられていることが、『仮面ライダーゴースト超全集』のストーリーガイドにて明記されている。『仮面ライダーゴースト 真相！英雄眼魂のひみつ！』は、テレビシリーズ終了後の出来事とされている。
『仮面ライダーゴースト 一休眼魂争奪！とんち勝負（バトル）!!』
てれびくん2016年1月号（2015年11月28日発売）に同梱されるDVD。
一休ゴースト眼魂をめぐって僧兵眼魔・弟ととんち対決を繰り広げる。
オリジナル登場キャラクター
笹原 真由子（）
一休宗純の子孫とされる女性。坊さん眼魔が一休ゴースト眼魂を取得のために利用しようとする。とんち勝負では出題を担当するが、実際には子孫ではなかった。
オリジナル登場怪人
僧兵眼魔（弟）（坊さん眼魔）
笹原真由子を利用して一休ゴースト眼魂を取得しようとする。タケルに計画がバレたため、笹原真由子とタケルを異空間に飛ばす。
キャスト
- 笹原真由子 - 安藤なつ
- 僧兵眼魔・弟（坊さん眼魔）（声） - 田中大文

スーツアクター
- 仮面ライダーゴースト - 高岩成二

スタッフ
- 脚本 - 毛利亘宏
- 監督 - 石田秀範

『てれびくん超バトルDVD 仮面ライダーゴースト 一休入魂！めざめよ、オレのとんち力!!』
てれびくん2016年2月号（2015年12月26日発売）の応募者全員サービスDVD。
『一休眼魂争奪！とんち勝負（バトル）!!』の直接的な続編。僧兵眼魔・兄の他にも同作品オリジナルのフォーム「一休魂」と「ピタゴラス魂」が登場する。
- 笹原カツミ役の松田るかは、同作品への出演が縁で次作品『仮面ライダーエグゼイド』のヒロインオーディションに呼ばれ、仮野明日那 / ポッピーピポパポ役に起用された。

オリジナル登場キャラクター
笹原 カツミ（）
一休宗純の子孫とされる女性。全日本とんち学会の理事長で、真由子の妹。部屋のドアに貼られたとんちを解決してほしいとタケルたちに依頼する。僧兵眼魔（兄）に人質に取られて操られる。
オリジナル登場怪人
僧兵眼魔（兄）
前回登場した僧兵眼魔（弟）（坊さん眼魔）の兄。弟の敵討ちのため、仮面ライダーゴーストを襲う。
キャスト
- 笹原カツミ - 松田るか
- 僧兵眼魔・兄（声） - 田中大文
- オカマ - 諸田敏

スーツアクター
- 仮面ライダーゴースト - 高岩成二

スタッフ
- 脚本 - 毛利亘宏
- 監督 - 石田秀範

『てれびくん超バトルDVD 仮面ライダーゴースト 真相！英雄眼魂のひみつ！』
てれびくん2016年11月号（2016年10月1日発売）と『仮面ライダーゴースト超全集』（2016年12月10日発刊）それぞれの応募者全員サービスとして制作された、ゴーストとしての「超バトルDVD」最終盤。
テレビシリーズ終了後の物語であると同時に、Vシネマ『仮面ライダースペクター』の前日譚でもあり、西園寺の過去や天空寺龍が英雄ゴースト眼魂15個を選定した際の秘話などが明かされる。
スーツアクター
- 仮面ライダーゴースト - 高岩成二

スタッフ
- 脚本 - 長谷川圭一
- 監督 - 山口恭平

### Web配信ドラマ
『ドライブサーガ 仮面ライダーブレン』
『仮面ライダードライブ』のスピンオフ作品。眼魔スペリオルが登場。
『仮面ライダーセイバー×ゴースト』
『仮面ライダースペクター×ブレイズ』
上記の2作品とも『仮面ライダーセイバー』のスピンオフ作品。深海カノン、『セイバー×ゴースト』では天空寺タケル / 仮面ライダーゴースト、ジャベル、『スペクター×ブレイズ』では深海マコト / 仮面ライダースペクターが登場。
『仮面ライダージャンヌ&仮面ライダーアギレラ withガールズリミックス』
『仮面ライダーリバイス』のスピンオフ作品。深海カノンが登場。

### 小説
『小説 仮面ライダーゴースト 〜未来への記憶〜』
著：福田卓郎。講談社キャラクター文庫（講談社）より2017年5月発売であったが、2017年11月17日へと予定が変更となった。
眼魔世界の創世の物語や天空寺龍と大天空寺の物語、そしてVシネマの後日譚が描かれる。

### ゲーム
『仮面ライダー バトライド・ウォー創生』(PS4、PS3、PS Vita)
2016年2月25日発売。メインライダーとして登場。
『仮面ライダーバトル ガンバライジング』(アーケード)
バッチリカイガン1弾よりゴースト眼魂連動。ガシャットヘンシン1弾でも引き続き使用可能。
『仮面ライダー ライダバウト!』（スマートフォンアプリ）
2015年5月20日のアップデートよりゴースト眼魂連動。
『仮面ライダーゴースト　ゲームでカイガン！！』（ニンテンドー3DS）
ニンテンドー3DSダウンロード専用ソフト。2015年12月2日発売。アクションゲーム。ゴースト眼魂連動。
『ナレルンダー! 仮面ライダーゴースト』（アーケード）
2015年10月より『ナレルンダー! 仮面ライダードライブ』のアップデート版が稼働。ドライブキャラも引き続き使用可能。
『仮面ライダー ブットバソウル』
2016年8月4日より稼働開始。ゲーム筐体付カプセル販売機くじガシャポンで販売のメダル玩具。同年10月6日より『ガンバライジング』との連動が開始された。

### CS・独立局での再放送
CS放送
- テレ朝チャンネル1…2017年4月 - 2018年4月（月曜・火曜 17:30 - 18:00他）
- 東映チャンネル…2019年12月 - 2020年6月、2020年8月 - 2021年2月、2020年12月 - 2021年6月、2021年6月 -

独立局
- テレビ埼玉…2017年4月9日 - 2018年4月29日（日曜 13:00 - 13:30）
- サンテレビ…2017年4月27日 - 7月24日、2018年6月25日 - 9月17日（月曜 - 木曜 7:00 - 7:30）
- 群馬テレビ…2018年4月6日 - （金曜 16:00 - 16:30）

### ネット配信
- 東映特撮YouTube Official…2021年10月30日 - 2022年4月16日、2025年8月2日 -
- 東映特撮ニコニコおふぃしゃる…2024年1月14日 - 2025年6月22日

第21話の配信期間終了後の2024年6月8日から、第22話の配信日である12月8日まで中断期間あり。